# Arquitetura maneirista

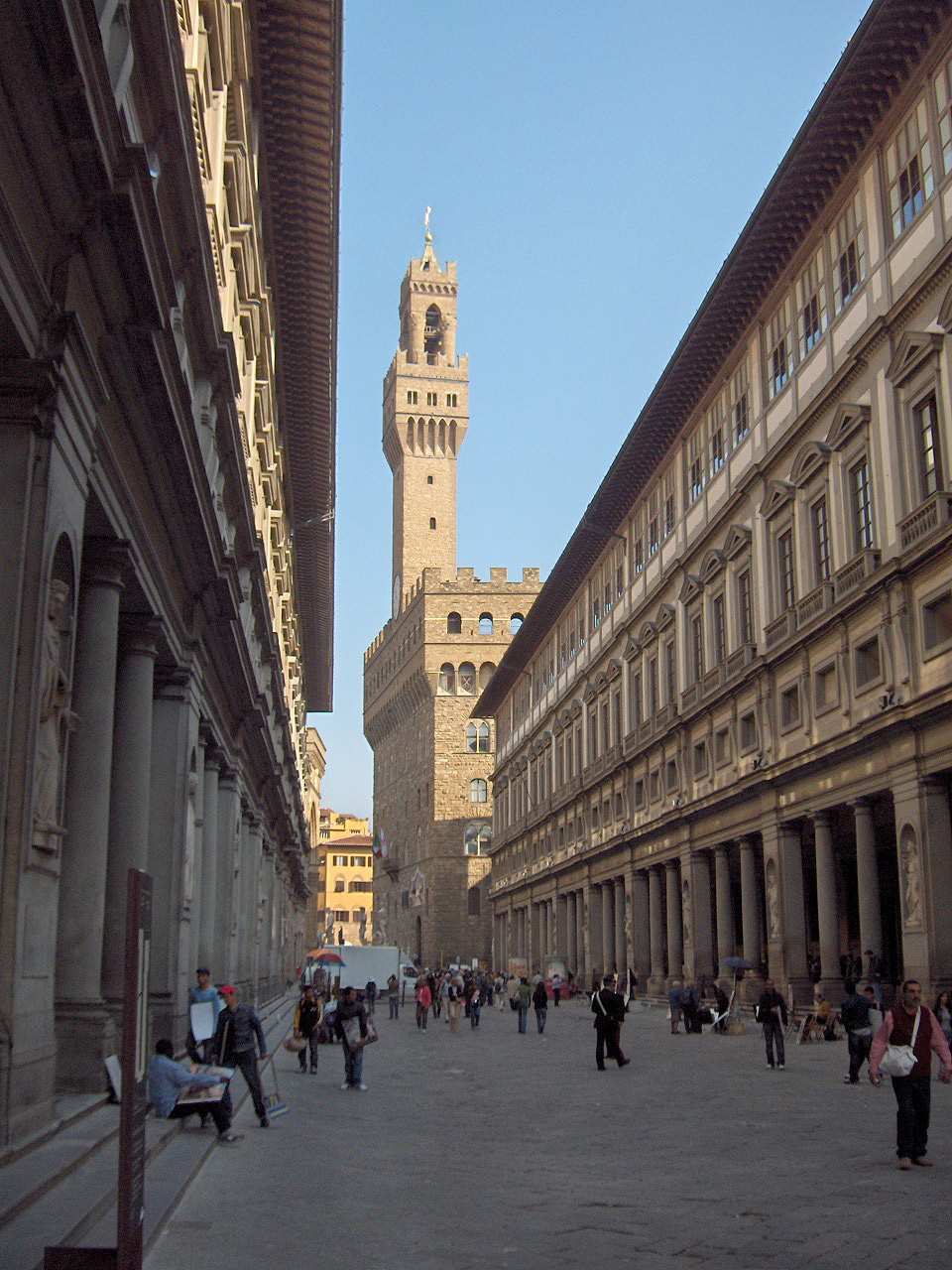
Uffizi, Florença

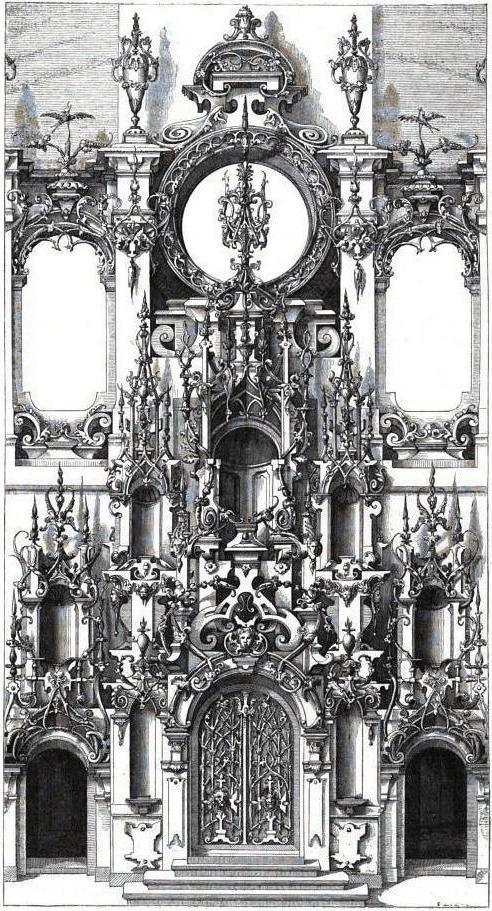
Portal composto projetado por Wendel Dietterlin na década de 1590.

A arquitetura maneirista refere-se àquela fase da arquitetura europeia que se desenvolveu aproximadamente entre 1530 e 1610, ou seja, entre o final do Renascimento e o advento do Barroco.
O Maneirismo é geralmente considerado pelos historiadores como a última fase do Renascimento, precedido pelas do Humanismo Florentino e do Classicismo Romano ; se as duas primeiras fases são temporalmente distintas, o mesmo não se pode dizer, contudo, do Classicismo e do Maneirismo, que coexistiram desde o início do século XVI.
O termo “maneira”, já utilizado no século XV para indicar o estilo de cada artista, foi readoptado por Giorgio Vasari no século seguinte para descrever um dos quatro requisitos das artes (“ordem, medida, desenho e maneira "), com particular referência às obras de Michelangelo Buonarroti .Mas o termo "maneirismo" só apareceu pela primeira vez com a afirmação do Neoclassicismo, usado para indicar um devaneio do próprio ideal da arte; foi posteriormente usado pelo historiador Jacob Burckhardt para definir desdenhosamente a arte italiana entre o Renascimento e o Barroco. Não obstante, no início do século XX, à luz das recentes correntes surrealistas e expressionistas, a crítica reavaliou a cultura maneirista.

## Contexto histórico
Por volta de meados do século XVI, os fundamentos políticos da sociedade florentina, que tinham sido a base do Renascimento, desapareceram; até mesmo a concepção do cosmos foi revolucionada, enquanto as divisões que se desenvolveram dentro da Igreja Católica tornaram-se o símbolo da desintegração de um mundo unificado e absoluto. No campo artístico, o sentimento de dúvida e a consequente alienação do indivíduo encontraram expressão no Maneirismo.
O maneirismo desenvolveu-se na Itália e influenciou a arquitetura de grande parte da Europa. É, portanto, útil delinear o contexto histórico do continente.
O final do século XV viu o desenvolvimento de grandes monarquias, na Espanha, França e Inglaterra; em 1493 Maximiliano I de Habsburgo tornou-se imperador do Sacro Império Romano, enquanto a Rússia encontrou unidade política sob Ivan III.
Posteriormente, com a ascensão ao trono francês de Francisco I e a coroação de Carlos V de Habsburgo, os cenários europeus sofreram uma alteração radical, com a anexação à Espanha da Alemanha e outros territórios, como Milão, Nápoles e sul da Itália.
Na Itália, em 1527 houve o saque de Roma pelos lansquenetes; este evento é geralmente considerado o início do Maneirismo.
Muitos artistas foram forçados a deixar Roma, mudando-se para Florença e Veneza.
Em Florença, os acontecimentos de 1527 favoreceram a expulsão dos Médici; a rebelião foi reprimida apenas com um longo cerco, entre 1529 e 1530, que restabeleceu a casa no comando da cidade. Veneza, por outro lado, era o arsenal mais importante da Itália e um importante centro cultural, graças à ampla difusão da atividade editorial.
Posteriormente, em 1542, o Papa Paulo III restaurou o Santo Ofício da Inquisição, que precedeu a convocação do Concílio de Trento em alguns anos. O clima da Contra-Reforma levou à formação da Sociedade de Jesus por Inácio de Loyola (1534), que também exerceu considerável influência no campo artístico, dirigindo a arquitetura religiosa em direção ao estilo barroco.

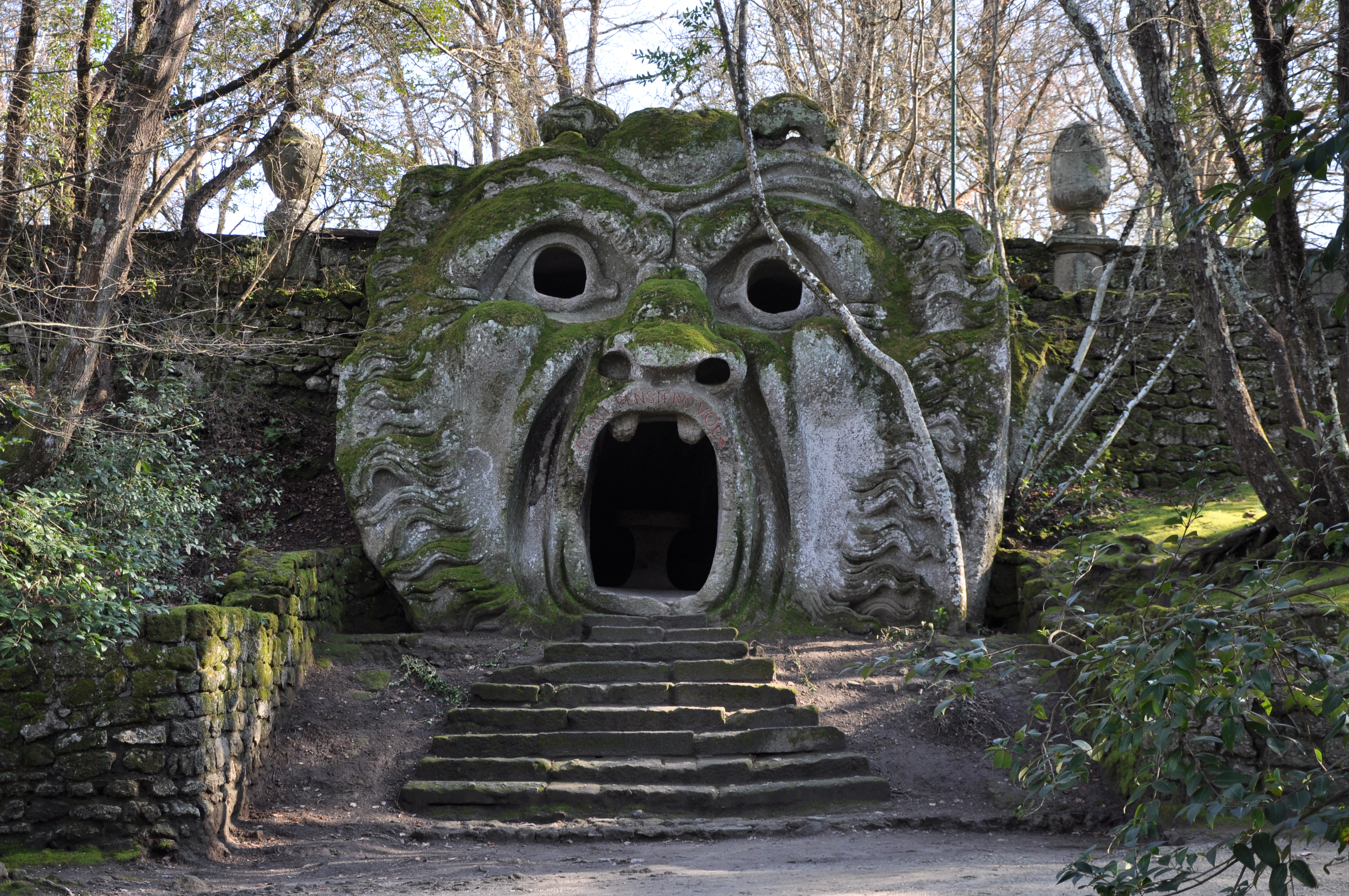
Giardino Orsini, Bomarzo (Viterbo)

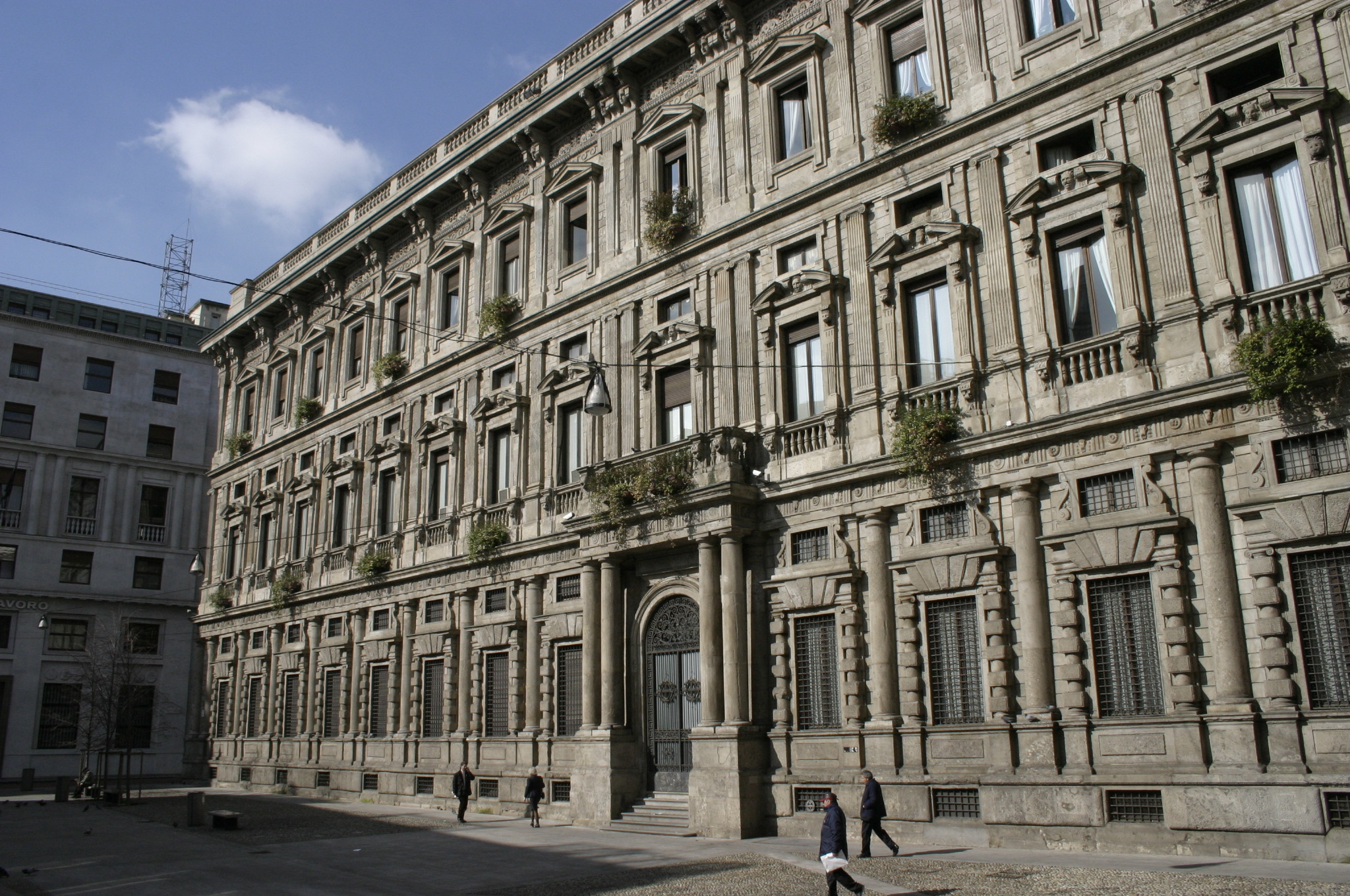
Palazzo Marino, Milano

## Características
O Maneirismo rejeita o equilíbrio e a harmonia da arquitetura clássica, opondo-se ao antropocentrismo renascentista e concentrando-se, por sua vez, no contraste entre norma e exceção, preferindo à natureza o artificial, o complicado; pretende surpreender, maravilhar, deslumbrar.
A forma de dispor os elementos arquitetónicos tradicionais em relação à carga perde importância:  o suporte passa a poder não suportar nada (por exemplo na fachada do desaparecido Palazzo Branconio dell'Aquila em Roma, por Raffaello Sanzio, onde as semicolunas do plano térreo são colocadas em correspondência com os nichos do primeiro andar); a fuga da perspectiva não termina num ponto focal, como na Arquitetura Barroca, mas antes termina no nada; as estruturas verticais assumem dimensões excessivas e conferem ao complexo um inquietante equilíbrio "oscilante".
Se na arquitetura renascentista os edifícios revelam muitas vezes a sua conformação interna também no exterior (por exemplo destacando "cimalhas de andar", extradorso e intradorso), as obras maneiristas geralmente distanciam-se desta tendência, ocultando ou disfarçando a própria estrutura de base.
Do ponto de vista decorativo, o fenómeno do Grotesco, tema pictórico da época do Romano, redescoberto no final do século XV durante algumas escavações arqueológicas, assumiu particular importância. Estas pinturas, centradas em representações fantásticas e irracionais, voltaram à moda durante o Maneirismo (por exemplo nas decorações do palazzo Te) e, ainda que esporadicamente, influenciaram a própria arquitetura; isso é evidente nas aberturas bizarras na frente do Palazzo Zuccari em Roma e no Giardino Orsini em Bomarzo. Outras influências, especialmente ligadas a temas zoomórficos, antropomórficos e fitomórficos, foram encontradas nos paramentos de edifícios como a Casina di Pio IV nos Vaticano de Pirro Ligorio, ou Almo Collegio Borromeo, em Milão.

## Difusão
O estilo maneirista, inicialmente concebido em Roma e Florença, rapidamente se espalhou para norte da Itália e depois para o resto da Itália e Europa, onde os princípios mais genuínos da arte italiana dos séculos XV e XVI quase nunca foram totalmente compreendidos, e a arquitetura renascentista se manifestou prevalentemente na sua variante maneirista.
Giulio Romano, com o seu Palazzo Te em Mântua, introduziu o Maneirismo no Vale Padana, enquanto Michele Sanmicheli transformou Verona na esteira desta nova corrente, criando uma série de palácios sob influência direta de Giulio Romano e do Classicismo Romano. Outras influências também são registadas no sul da Itália, por exemplo na Capela do Monte di Pietà em Nápoles, por Giovan Battista Cavagna.
Sebastiano Serlio, autor dum importante tratado de arquitetura, contribuiu para a sua difusão também na Europa; também trabalhou na chamada Escola de Fontainebleau, que se tornou o principal centro maneirista da França.
Os seus Sete Livros de Arquitetura, publicados entre 1537 e 1551 em ordem irregular, tiveram notável difusão e foram fonte de inspiração para os classicistas além dos Alpes.
Desde os primeiros anos do século XVI o espírito maneirista também se difundiu na Espanha como uma reação à gótica tardia nacional. Por sua vez, Inglaterra e Alemanha voltaram-se para o Maneirismo apenas no século XVII com artistas como Inigo Jones e Elias Holl.

## Principais obras

### Itália
Um ponto de partida da arquitetura maneirista é a Villa Farnesina de Roma, construída por Baldassarre Peruzzi por volta de 1509. Tem planta em "U", com duas alas que encerram uma parte central na qual, no piso inferior, existe um pórtico composto por cinco arcos redondos. A articulação da fachada, adornada com pilastras e bossagem de silhares angulares, ainda é clássica, mas o friso ricamente decorado, que se estende até ao topo do edifício, já evidencia uma mudança nos gostos.
Além disso, numa sala do andar superior, o próprio Peruzzi pintou algumas colunatas e paisagens, a fim de ampliar o espaço arquitetónico.

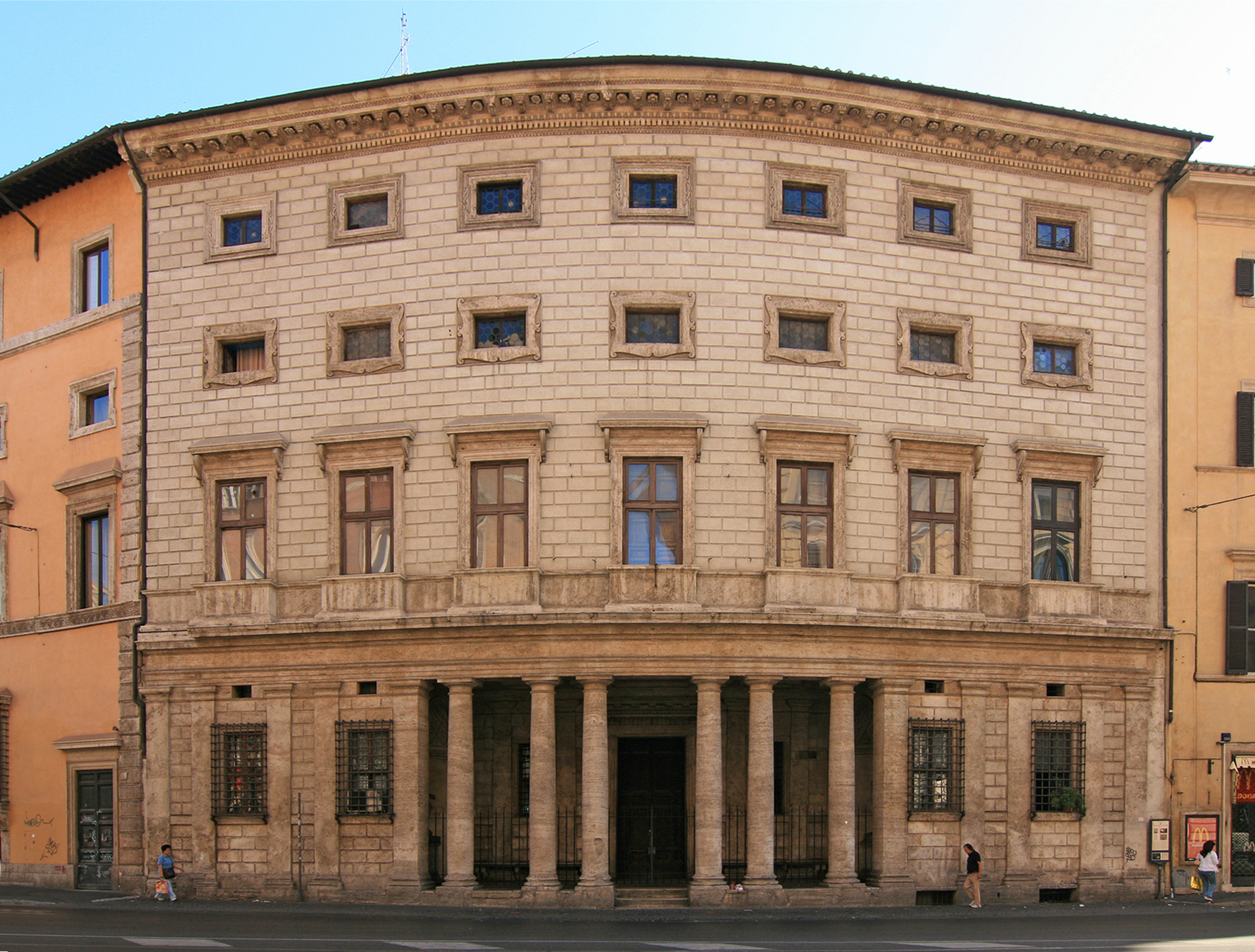
Palazzo Massimo alle Colonne, Roma

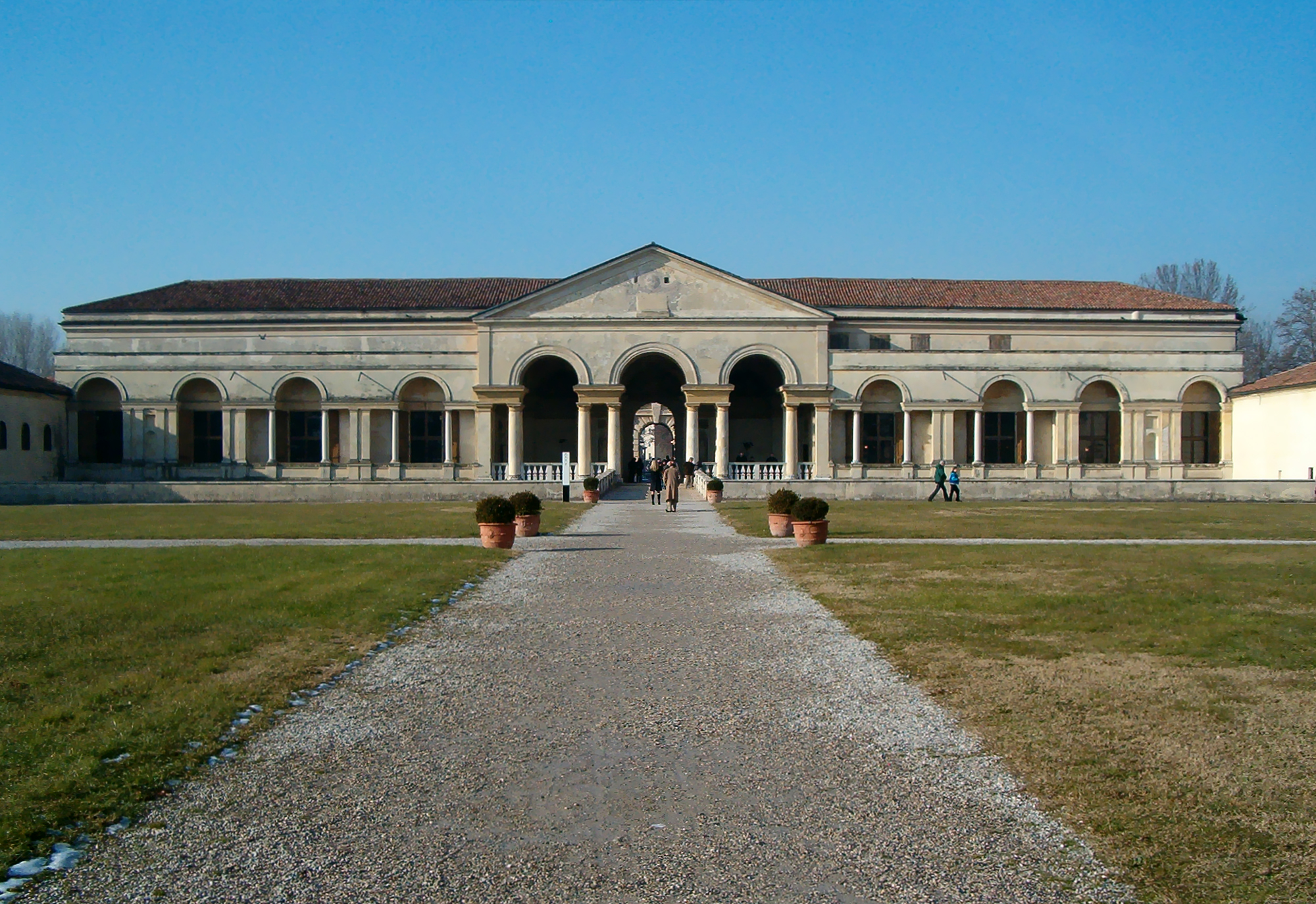
Palazzo Te, Mântua

No entanto, a obra-prima de Peruzzi pode ser encontrada no Palazzo Massimo alle Colonne, que remonta a 1532. A estrutura assenta num terreno em formato de “L” de dimensões irregulares. A fachada é curvilínea e apresenta pórtico arquitravado com colunas livremente espaçadas, cuja profundidade contrasta com o registo superior da fachada; São inusitadas as molduras que decoram as janelas dos pisos superiores, encostadas a uma parede decorada com silhares planos. A forma dos pórticos do pátio também é nova: são constituídos por duas lógias sobrepostas, fechadas no topo por um terceiro andar aberto por janelas retangulares tão largas quanto a colunata abaixo. Todas estas soluções, em parte influenciadas pelas assimetrias do lote, mostram uma prevalência da excepção à norma e colocam o Palazzo Massimo entre as mais interessantes fábricas da arquitetura maneirista.
Opinião semelhante pode ser expressa para o famoso Palazzo Te em Mântua, construído por Giulio Romano na década entre 1525 e 1534. O palácio é um edifício de planta quadrada, com um pátio quadrado no centro; a entrada principal foi resolvida com uma lógia, onde se repetem arcos de volta perfeita e serlianas. A frente dá para um jardim ladeado, no lado oposto, por uma vasta exedra semicircular. Esses elementos remetem ao código clássico, mas o caráter rústico do edifício (ordem e silhar deixam de estar em dois níveis distintos, e unem-se a um único elemento nas fachadas laterais) aproxima a obra dos cânones da arquitetura maneirista. Além disso, Giulio Romano também aplicou a serliana na profundidade do pórtico, transformando aberturas bidimensionais em elementos espaciais.
Dois outros edifícios em Mântua também projetados por Giulio Romano também apresentam características rústicas: a casa do mesmo arquiteto e o pátio Cavallerizza no Palazzo Ducale.
No primeiro caso, a cantaria estende-se até ao topo do edifício, enquanto a ordem arquitetónica dá lugar a um conjunto de pilares sobre os quais se assentam arcos de volta perfeita. Os dois andares da casa são divididos por um cordão que, na entrada, forma um tímpano que interrompe a progressão horizontal da própria linha.
O pátio Cavallerizza ainda é dividido em duas ordens, mas as paredes rústicas são caracterizadas, na parte superior, por extravagantes Semicolunas Tortile.

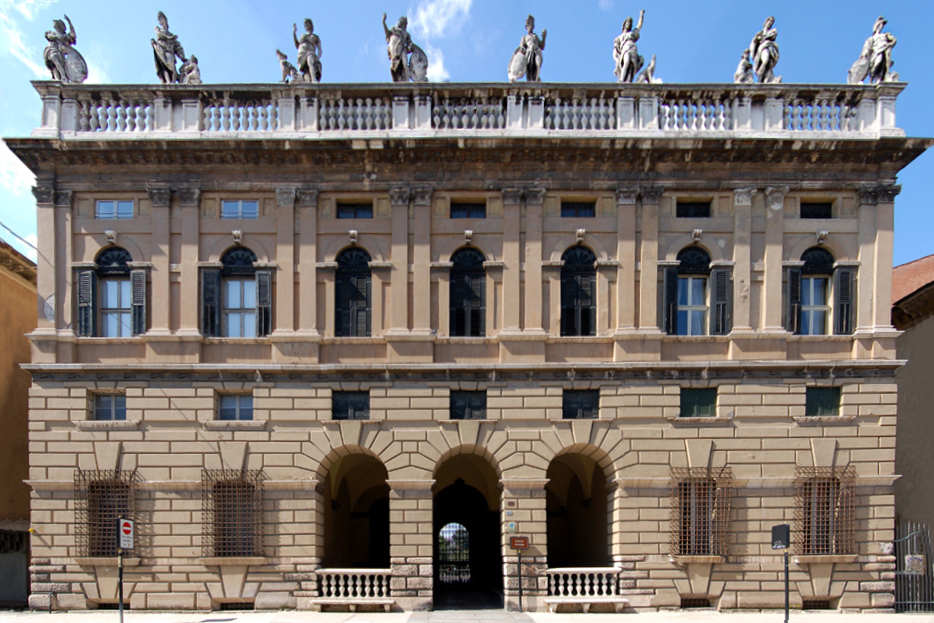
Palazzo Canossa, Verona

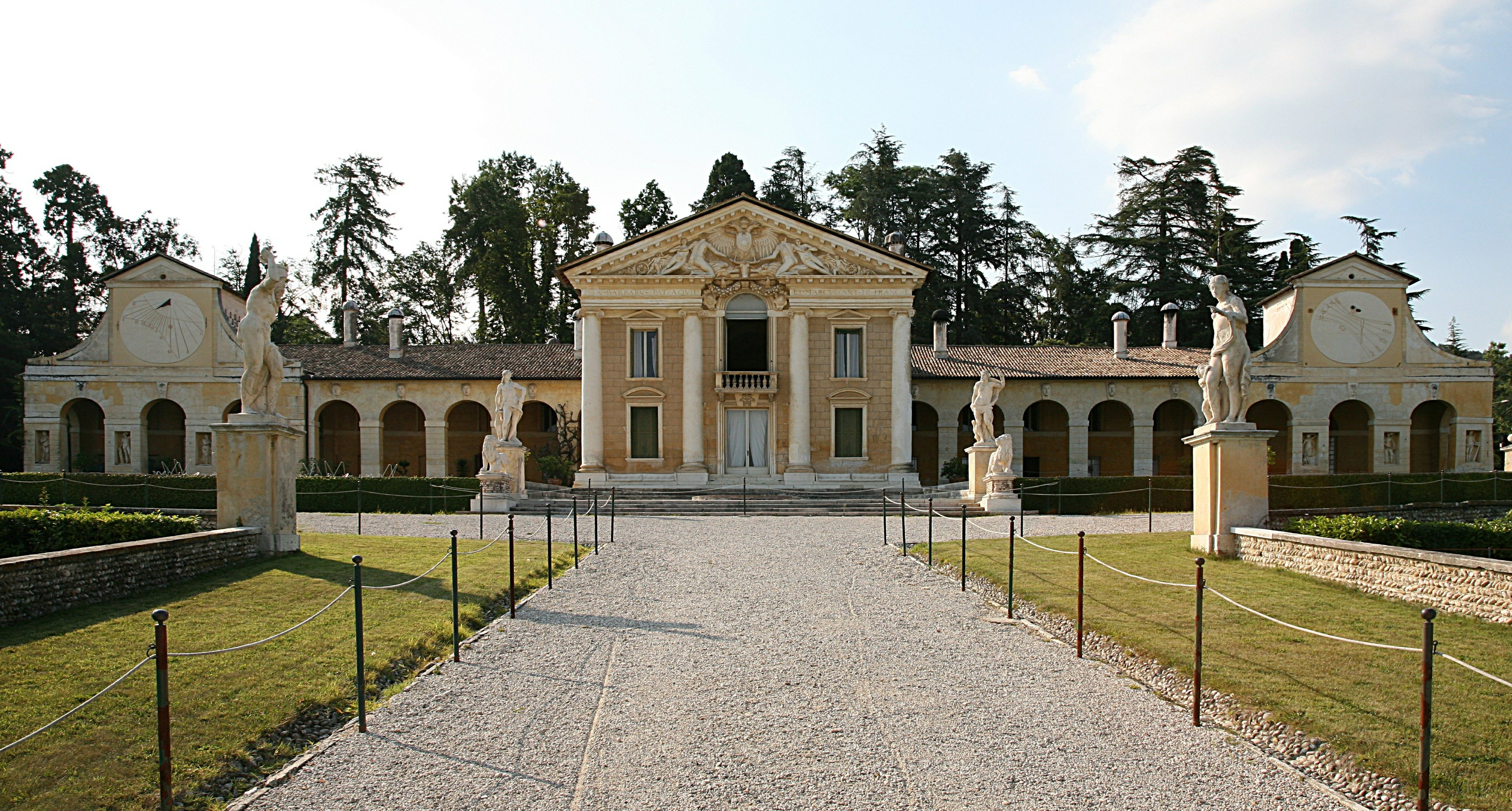
Villa Barbaro, Maser (Treviso)

A relação entre natureza (silhar) e artifício (colunas), que em algumas obras de Giulio Romano se dissolve a fim de fundir os dois elementos numa única estrutura parietal, encontra outros exemplos em alguns palácios venezianos construídos por Michele Sanmicheli, Andrea Palladio e Jacopo Sansovino.
Sanmicheli foi o responsável pelo Palazzo Pompei, construído em Verona nas primeiras décadas do século XVI. O traçado da fachada, em duas ordens, remete à fachada da Casa de Rafael, projetada por Bramante (1508, hoje destruída), embora com algumas diferenças importantes visando acentuar, no registo inferior, os sólidos sobre os espaços vazios; em vez disso, no segundo andar, no lugar das janelas desenhadas por Bramante na Casa de Rafael, Sanmicheli introduziu uma lógia de grande força expressiva.
A arquitectura civil oferece ainda exemplos importantes em alguns palácios venezianos, cujas características predominantes foram teorizadas por Sebastiano Serlio nos seus Sete Livros de Arquitectura.  Nos desenhos de Serlio, bem como nas criações de Sansovino, a massa das paredes da fachada é aligeirada com grandes aberturas, onde as ordens arquitectónicas são utilizadas não só como objectos decorativos, mas também como elementos de suporte.
Pertencem a esta tipologia edifícios como o Palazzo Corner (1532), concebido por Sansovino através da fusão do esquema florentino-romano (evidente na presença do pátio interno) com o veneziano (presença de um salão central correspondente ao hall de entrada, do qual se ramificam as diversas salas internas). Além disso, a articulação da fachada, em que os espaços vazios prevalecem sobre os cheios, antecipa o desenho da Libreria Marciana (1537), posteriormente erguida por Sansovino para delimitar a praça próxima da Basílica de São Marcos. De facto, a fachada da Biblioteca Marciana está organizada em dois níveis: o primeiro baseia-se no modelo romano, com colunas que suportam arquitraves e aberturas em arco pleno; a segunda, na qual o gosto maneirista é mais evidente, é composta por serlianas enquadradas por colunas que suportam um friso ricamente decorado.
Também de Sansovino é a Palazzo della Zecca (1537 cerca de), construída mesmo ao lado da biblioteca acima referida. A disposição da fachada é inovadora: o pórtico do piso térreo suporta uma loggia formada por colunas rodeadas por cantarias ligeiras que alternam com a estrutura lisa, encimada por uma dupla arquitrave; o último piso, acrescentado posteriormente e provavelmente projectado pelo mesmo arquitecto, dá continuidade ao tema das colunas rústicas, intercaladas por grandes janelas com tímpanos triangulares.
No entanto, as obras de artistas como Sansovino e Palladio dificilmente poderiam ser definidas como maneiristas da mesma forma que as criadas pelos já mencionados Giulio Romano ou Michelangelo Buonarroti, os dois principais expoentes do movimento. 
Na análise da arquitetura de Miguel Ângelo, alguns edifícios florentinos são particularmente significativos, como a Sagrestia Nuova (concluída em 1534) e a Biblioteca Medicea Laurenziana (projetada em 1523). Em comparação com exemplos anteriores, onde a atenção do designer está geralmente concentrada na planta e nas superfícies da fachada, a Nova Sacristia de Florença surge como um espaço concebido para albergar esculturas. Ergue-se perto da Basílica de San Lorenzo e é uma imagem especular da Antiga Sacristia projetada por Filippo Brunelleschi, da qual retira a sua planta. Miguel Ângelo elaborou livremente as formas adotadas na Sacristia Velha, mas privou-as da harmonia de Brunelleschi. Por exemplo, acima dos portais de entrada, criou entablamentos retilíneos suportados por grandes mísulas, com nichos pouco profundos encimados por tímpanos invulgares escavados na parte inferior.
Na Biblioteca Laurenciana, construída ao longo do claustro da mesma basílica, teve de ter em conta as condições preexistentes. O projeto foi resolvido através da criação de dois espaços adjacentes: o átrio, com uma pequena superfície e caracterizado por um pé-direito alto, e a sala de leitura, localizada num piso mais elevado. As paredes do átrio configuram-se como fachadas palacianas viradas para o interior, com nichos cegos e colunas recuadas (para reforçar a parede); em vez disso, a sala de leitura, acessível através de uma escada que se expande para baixo (feita por Bartolomeo Ammannati), é uma sala mais iluminada, com dimensões verticais mais pequenas, mas muito mais extensa em comprimento, anulando assim o efeito espacial.
De regresso a Roma, Miguel Ângelo ocupou-se da reconstrução da Basílica de São Pedro no Vaticano e do arranjo da Praça do Capitólio (1546). Para a basílica, rejeitou o projeto de Antonio da Sangallo, o Jovem e regressou ao plano centralizado original, anulando, no entanto, o equilíbrio perfeito estudado por Bramante: através de uma fachada com pórticos, deu uma direção principal a todo o edifício e depois, depois de ter demolido partes já construídas pelos seus antecessores, reforçou ainda mais os pilares que sustentavam a cúpula, distanciando-os das delicadas proporções de Bramante.
Em vez disso, na praça do Capitólio, teve mais uma vez de ter em conta os edifícios preexistentes; por isso, concebeu um espaço trapezoidal, delimitado, em direção ao Fórum, pelo Palazzo Senatorio e, ao longo dos lados inclinados, pelo Palazzo Nuovo e pelo espelhado Conservatori.
Uma das suas últimas obras foi a Porta Pia (1562), à qual dedicou muitos esboços nos quais se revelam formas complexas e particulares que serviram de inspiração a vários arquitectos maneiristas.
Outros artistas toscanos do século XVI produziram obras de estilo maneirista, apoiando-se sobretudo na definição de obras detalhadas; exemplo disso é a escadaria exterior da Villa Medici de Artimino, de Bernardo Buontalenti.
Em vez disso, um caso especial é a Palácio dos Uffizi, de Giorgio Vasari (1560), da qual, para além da atenção aos detalhes e particularidades, vale a pena mencionar também o elevado valor de planeamento urbano: de facto, o complexo está inserido entre o Palazzo Vecchio e o Arno para formar um corredor fechado, em direção ao rio, através de uma janela serliana. As elevações baseiam-se na repetição de um módulo de vão; No entanto, é evidente que o Uffizi não foi concebido apenas como uma série de fachadas, mas também em termos espaciais.
Uma fusão de temas classicistas e maneiristas pode ser sentida na arquitetura de Jacopo Barozzi da Vignola, que em 1550 construiu uma pequena igreja romana ao longo da Via Flaminia (Sant'Andrea sulla via Flaminia), com uma planta elíptica contida dentro de um retângulo.
Em 1551, ainda em Roma, construiu a Villa Giulia, na qual trabalharam também Miguel Ângelo, Vasari e Bartolomeo Ammannati (este último também autor da ampliação do Palazzo Pitti em Florença); A peculiaridade do edifício é o contraste entre o exterior, com as suas formas regulares, e o interior, aberto para o jardim, com uma forma semicircular.
Mais tarde, em 1558, Vignola assumiu uma fortaleza iniciada por Antonio da Sangallo, o Jovem, algumas décadas antes, transformando-a numa das expressões mais felizes do movimento maneirista: o Palazzo Farnese, em Caprarola.
O exterior tem uma planta pentagonal e acompanha o perímetro da fortaleza original; No interior, porém, existe um pátio circular, formado por duas galerias sobrepostas. Ao longo do lado principal da vila existem duas salas circulares, destinadas a albergar uma escadaria em caracol e uma capela, respectivamente, enquanto no exterior o complexo é precedido por um quadrado trapezoidal. A ambiguidade do edifício é principalmente posta em jogo no binómio fortaleza-residência; Além disso, enquanto as superfícies exteriores parecem planas, por não possuírem projeções significativas, o pátio interior surpreende pela sua forma e pela sua profunda articulação espacial.

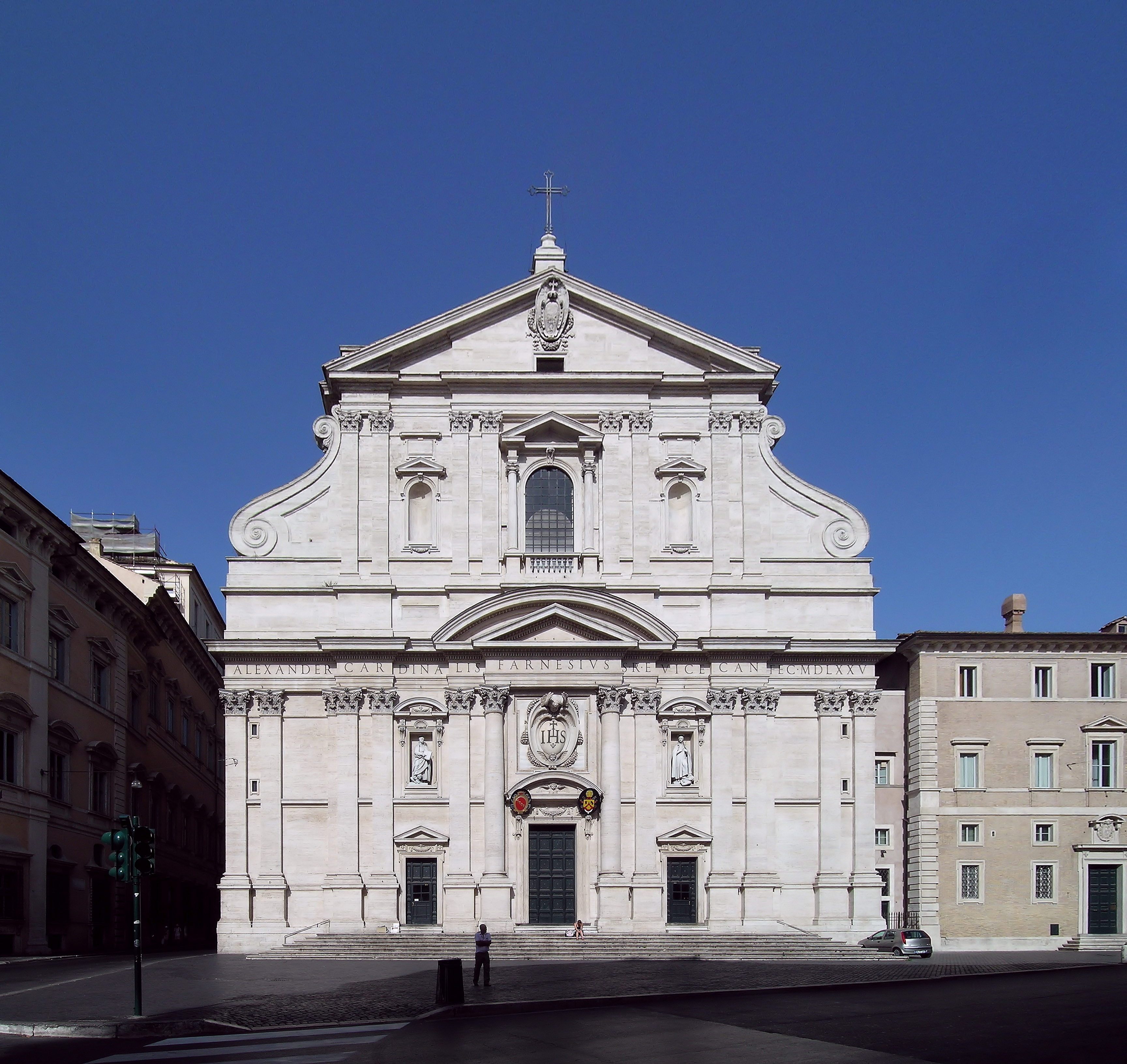
Fachada da Gesù, Roma

A obra mais famosa de Vignola continua a ser a Igreja do Gesù em Roma, iniciada em 1568 e destinada a "exercer uma influência talvez mais ampla do que qualquer outra igreja construída nos últimos quatrocentos anos". 

### França

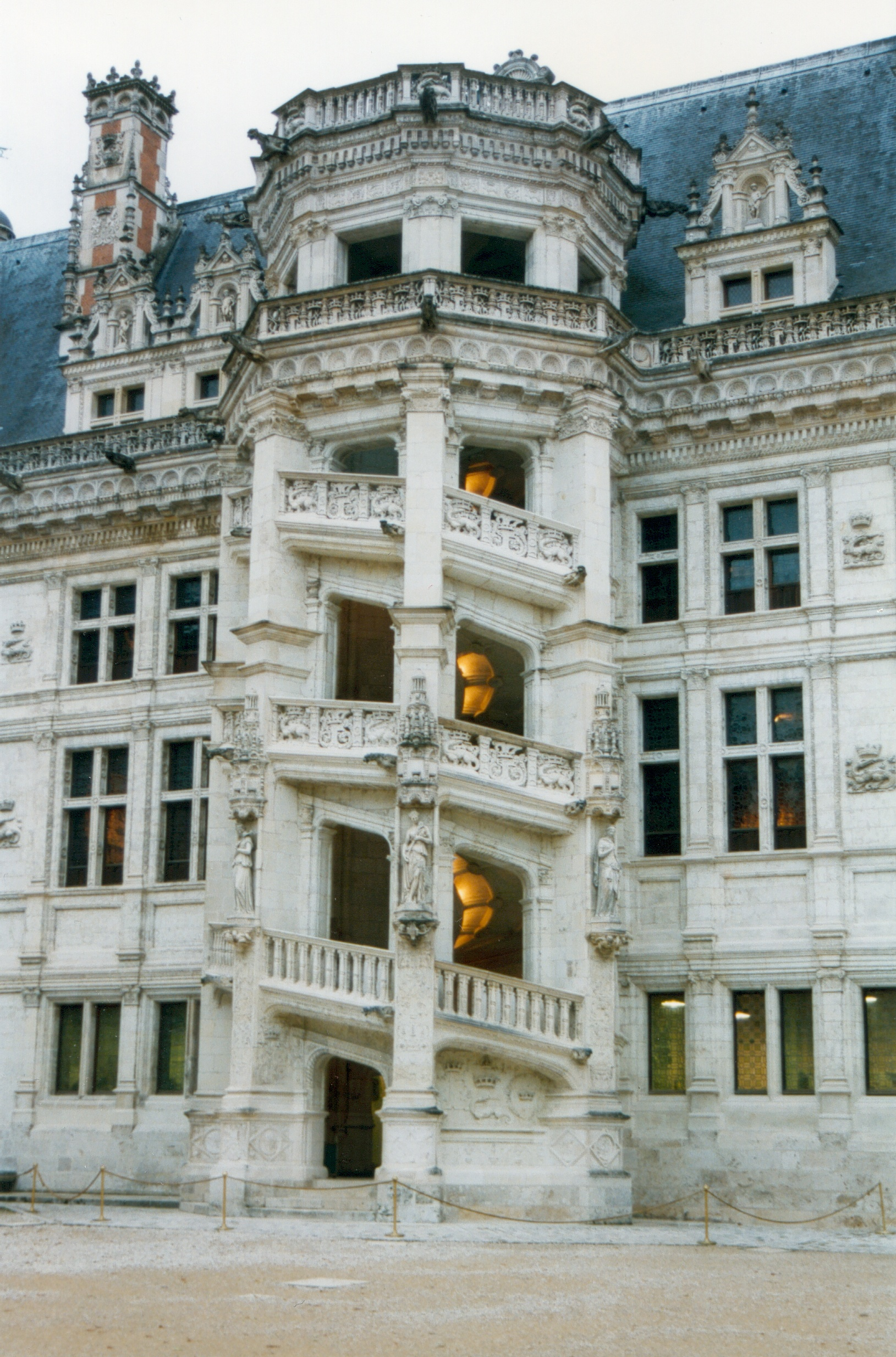
Castelo de Blois

O Maneirismo Italiano influenciou profundamente a arquitetura dos castelos franceses, entretanto era no principio limitado apenas ao aparato decorativo. Por exemplo, entre 1515 e 1524, Francisco I iniciou a reforma e ampliação do Castelo de Blois, onde foram feitas janelas cruzadas (típicas do século XIV italiano) e mansardas no estilo maneirista. A elevada cobertura do castelo ainda remete aos modelos medievais e à tradição francesa, assim como a estrutura da escadaria externa, que no entanto foi decorada ao gosto renascentista.
Sob o próprio Francisco I, a partir de 1528, iniciaram-se as obras de ampliação do Castelo de Fontainebleau, que levaram à construção da Porte Dorée, dos edifícios em torno da Cour du Cheval Blanc e do túnel que liga uma torre preexistente aos edifícios da Cour du Cheval Blanc. A configuração da Porte Dorée, com as três lógias sobrepostas, remete ao Palácio Ducal de Urbino, mas a fachada da Galeria de Francesco I parece mais renascentista. Aqui, um pórtico como pilastras rústicas, formado por arcos maiores e menores alternados, sustenta os registos superiores, onde se abrem janelas regulares, alinhadas com os arcos maiores, e, mais acima, numerosas janelas encimadas por tímpanos arqueados. No entanto, os telhados fortemente inclinados ainda remetem à tradição francesa.

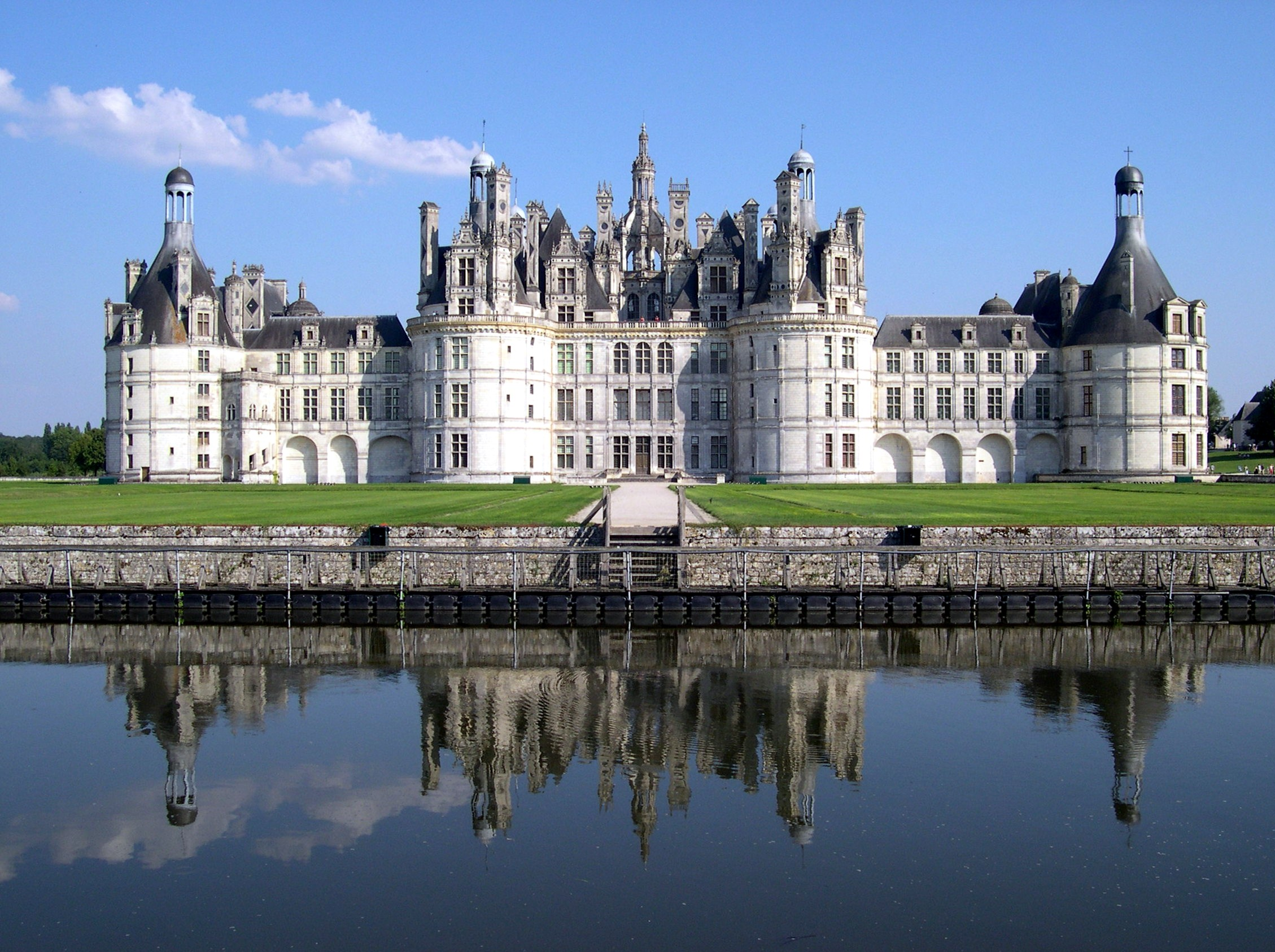
Castelo de Chambord

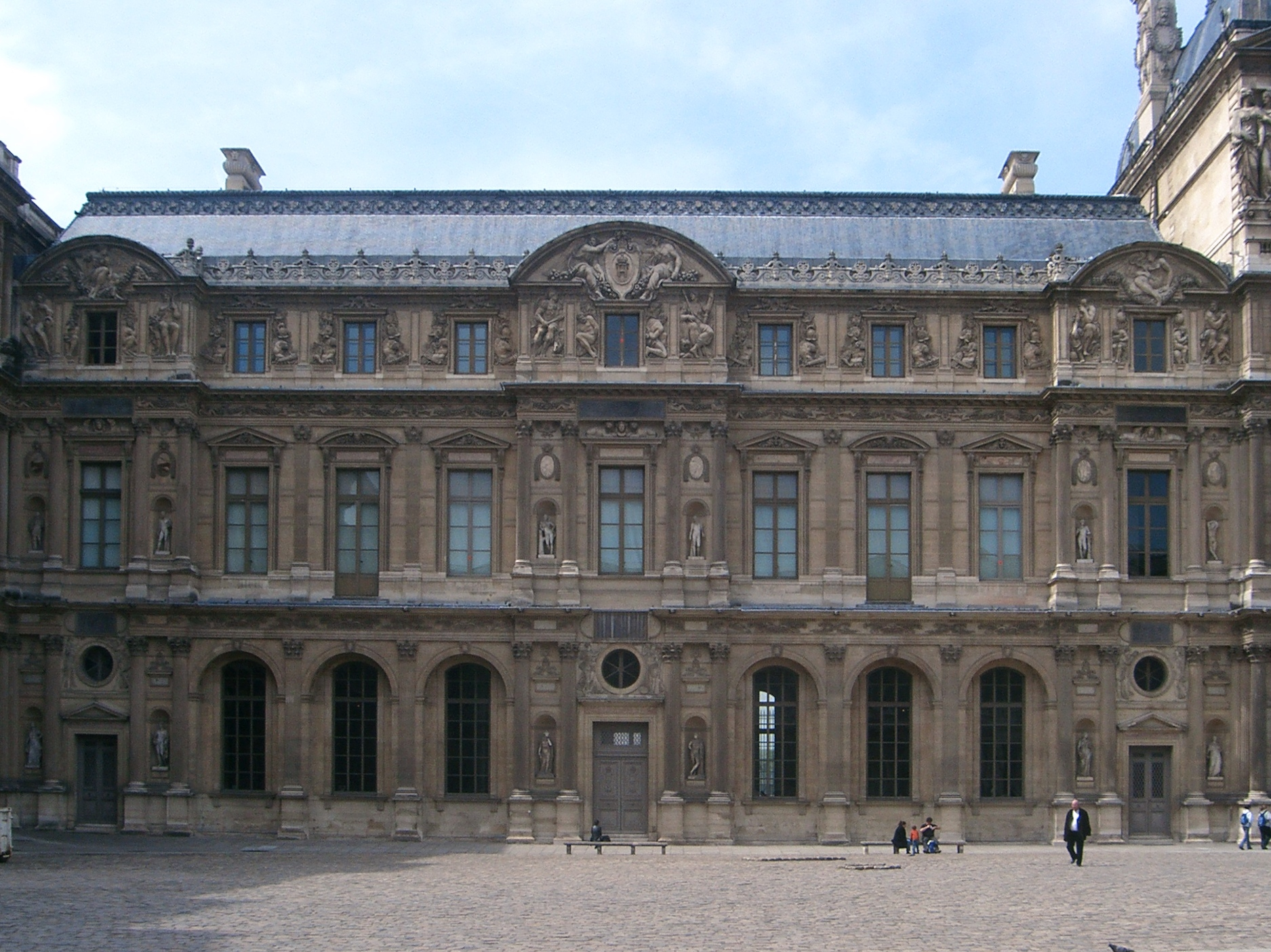
Cour Carrée, Palácio do Louvre

Da mesma forma, o Castelo de Chambord apresenta um claro contraste entre edifícios e telhados. Foi construído entre 1519 e 1547 por Domenico da Cortona, arquiteto italiano formado sob a orientação de Giuliano da Sangallo. O conjunto arquitectónico, inteiramente rodeado por um fosso, é de planta rectangular, com quatro torres circulares nos cantos, um vasto pátio central e, no lado mais longitudinal, uma torre de menagem de planta quadrangular, ainda delimitada por quatro torres circulares. A masmorra constitui o coração de todo o castelo e é servida por uma escada circular em espiral dupla, inspirada numa ideia de Leonardo da Vinci, para que quem desce não encontre quem sobe.
Outro italiano, o já citado Sebastiano Serlio, trabalhou no Castelo de Ancy-le-Franc, onde introduziu, em torno de um pátio quadrado, edifícios fechados em cada esquina, com torres também de planta quadrada. Este modelo, inspirado num palácio Napolitano de Giuliano da Maiano (a Villa di Poggioreale, hoje desaparecida), teve sucesso considerável em residências suburbanas; é certamente um esquema não concebido por Serlio, mas que o arquitecto contribuiu para afirmar, também graças à ampla divulgação do seu Tratado.
As frentes internas do pátio retomam o tema dos nichos e pilares gémeos já adotados por Bramante no Belvedere do Vaticano.
A Cour Carrée do Louvre, encomendada por Francisco I no lugar do castelo medieval preexistente, remonta a esta planta. As obras, confiadas a Pierre Lescot, foram iniciadas em 1546; o projecto inicial envolveu a construção de um edifício de dois pisos, ao qual foi acrescentado um sótão durante a construção. O registo inferior é marcado por um duplo sistema de arcos e arquitraves; o piso superior articula-se por meio de colunas e janelas com frontões alternados triangulares e arqueados; o sótão é enriquecido com decorações de Jean Goujon que conferem ao Cour Carrée um toque decididamente maneirista.

### Espanha

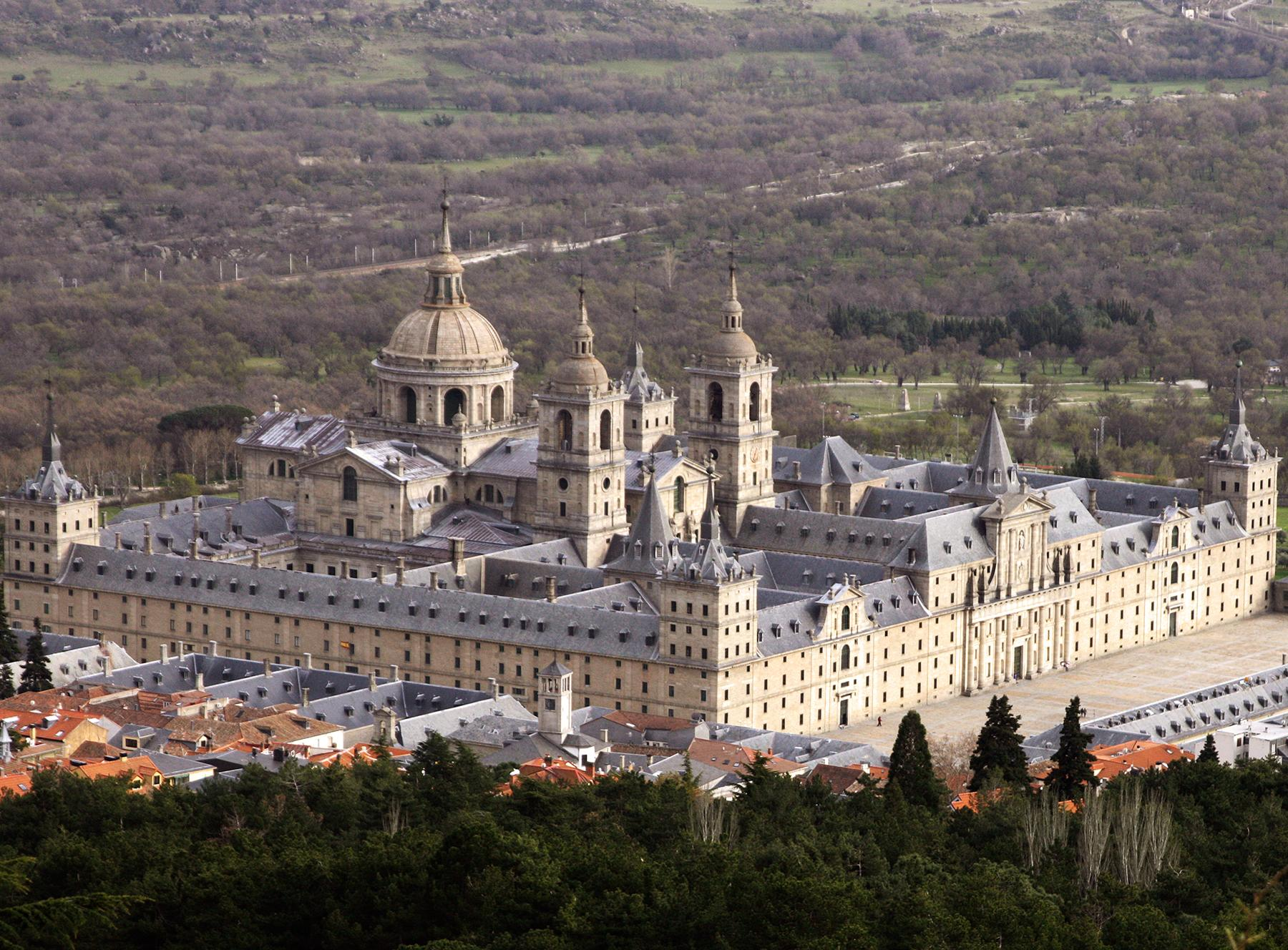
Mosteiro Escorial, Madrid

Espanha voltou-se para o maneirismo com o palácio de Carlos V na Alhambra de Granada (1526).
Desenhado por Pedro Machuca, foi continuado pelo seu filho Luís até 1568. A planta é um quadrado de aproximadamente 60 metros de lado, com canto chanfrado; ao centro existe um vasto pátio circular, definido por colunatas de duas ordens, que antecipa a solução de Vignola para o Palazzo Farnese e, ao mesmo tempo, remete ao pátio inacabado de a Villa Madama de Raffaello Sanzio.
Até o exterior, com pilares inseridos na cantaria rústica, lembra o estilo italiano, em particular a Casa de Rafael (Palazzo Caprini) desenhada por Bramante.
Mais impressionante é o Mosteiro do Escorial, em Madrid, encomendado por Filipe II de Espanha e construído entre 1563 e 1584 por Juan Bautista de Toledo e Juan de Herrera, apesar de originalmente terem sido consultados Andrea Palladio, Galeazzo Alessi, Pellegrino Tibaldi e Vignola. A planta está ligada pelo Filarete ao Hospital Maior de Milão (hoje sede da Universidade de Milão): consiste num retângulo de aproximadamente 200 metros por 160, com alguns grandes pátios e uma igreja, inspirada na de São Pedro de Bramante, que se ergue nas traseiras do pátio central. No exterior, onde se erguem quatro torres de canto, a arquitectura do mosteiro é bastante despojada, enquanto o interior apresenta um volume muito mais complexo, com a cúpula, o corpo da igreja, as torres na fachada e o interseção de telhados de duas águas.
Além disso, o Hospital Real de Santiago de Compostela (1501) também remonta ao modelo de Filarete, que com a sua planta cruciforme é inspirado no Hostital Maior e no claustro de Bramante da Basílica de Sant'Ambrogio.

### Inglaterra

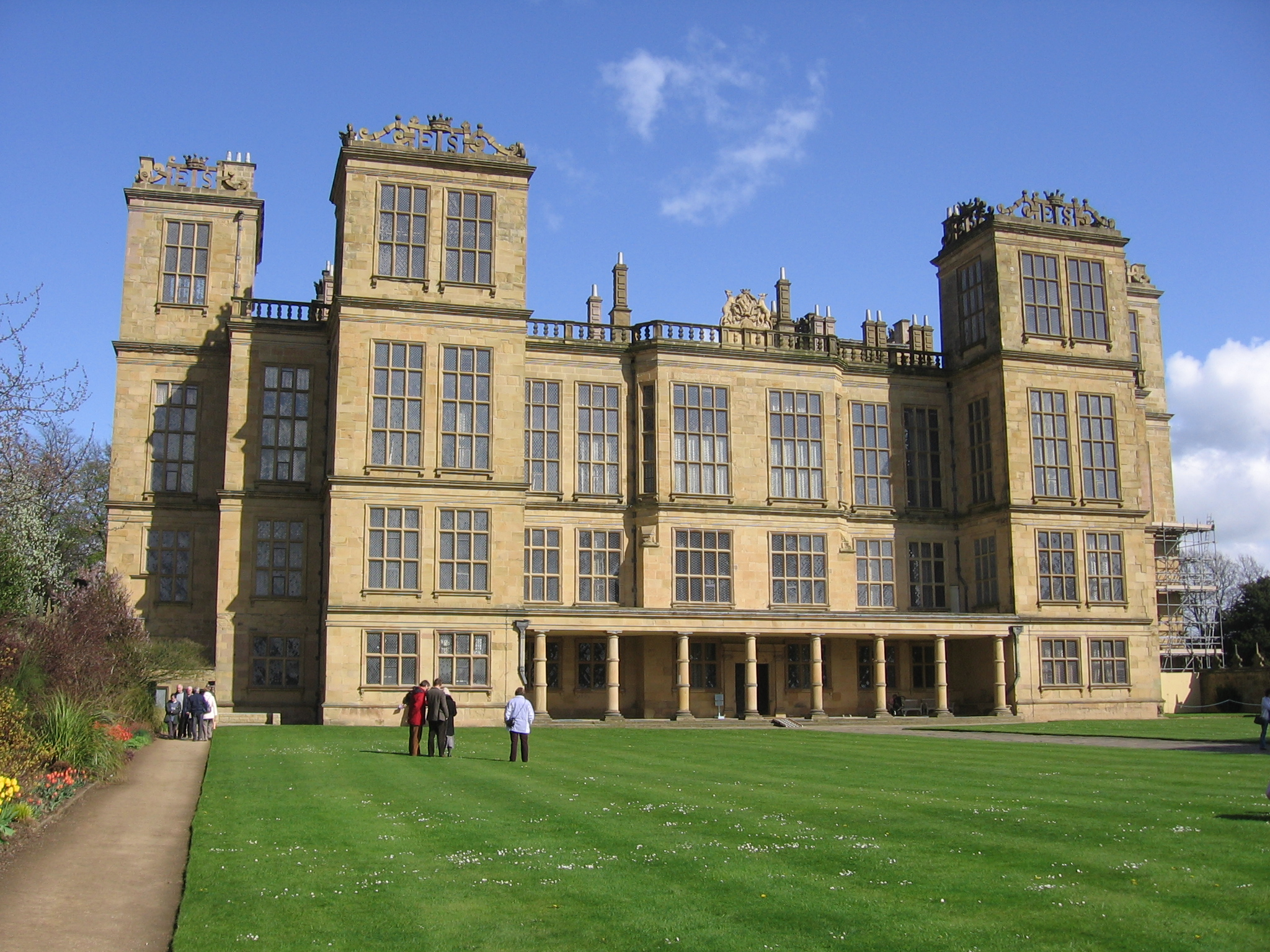
Hardwick Hall, Derbyshire

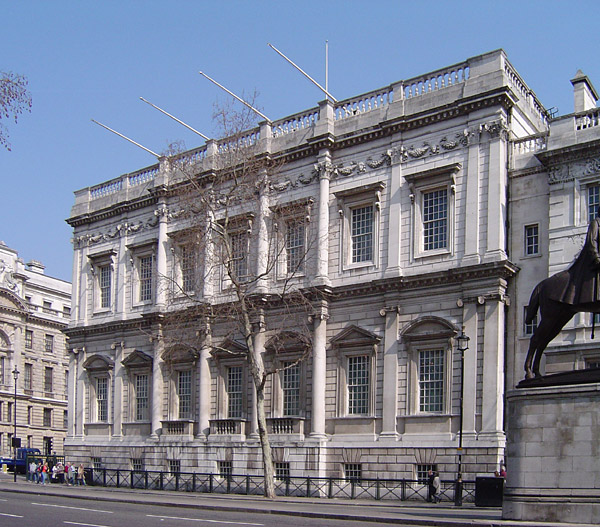
Banqueting House, Londres

No final do século XVI várias casas de campo foram construídas na Inglaterra, num estilo mais voltado para a "ordem" do que para a "liberdade". Entre estes devemos mencionar o Longleat House, o Wollaton Hall e o Hardwick Hall.
O primeiro foi construído entre 1572 e 1580 em Wiltshire; caracteriza-se por grandes aberturas retangulares e frontais semelhantes a janela em arco, enquanto o elemento mais renascentista é representado pelo portal de acesso.
Também em 1580 começaram os trabalhos em Wollaton Hall, em Nottinghamshire. A planta retoma o esquema da praça ladeada por torres de esquina; na parte central do edifício surge uma torre com mais quatro torres circulares nas laterais.
Tal como em Longleat House, grandes janelas ainda marcam as fachadas de Hardwick Hall, em Derbyshire (1590-1596). A planta reconduz-nos a um retângulo com torres de canto e janelas em arco; o topo do edifício, tal como nas residências anteriores, é delimitado por balaustradas.
A influência italiana, e em particular a palladiana, é mais evidente nas obras de Inigo Jones, onde os elementos que remetem ao maneirismo (frontões recortados, cornijas com perfis complexos, lápides e painéis decorados etc.) assumem um papel secundário em relação à busca de uma arquitetura "sólida, dimensionável segundo as regras, viril, livre de afetações".
O seu primeiro grande trabalho foi a Queen's House de Greenwich. A planta é em forma de "H", talvez inspirada na Vila Medici de Poggio a Caiano, com grandes janelas regulares e uma lógia colocada no centro de um lado comprido, que é contrastada, no lado oposto, por uma sala cúbica de quarenta pés (12 metros).
Intimamente ligada à Casa da Rainha está a Banqueting House, iniciada por Jones em 1622. Projetada em forma de cubo duplo, era inicialmente dotada de uma abside, que posteriormente foi demolida. A fachada externa, fechada por friso ricamente decorado, é composta por duas ordens sobrepostas em silhares lisos, com colunas e pilastras que enquadram os vãos retangulares, segundo um estilo que remete aos modelos palladianos. .
O princípio de configuração dos edifícios segundo espaços regulares, nos quais emerge uma estreita relação entre configuração interna e externa, também se encontra noutras fábricas de Inigo Jones: por exemplo, a Capela da Rainha remonta à modularidade do cubo duplo (1623), enquanto a planta da igreja de Covent Garden (1631) ainda é definida como um quadrado duplo.

### Outros países

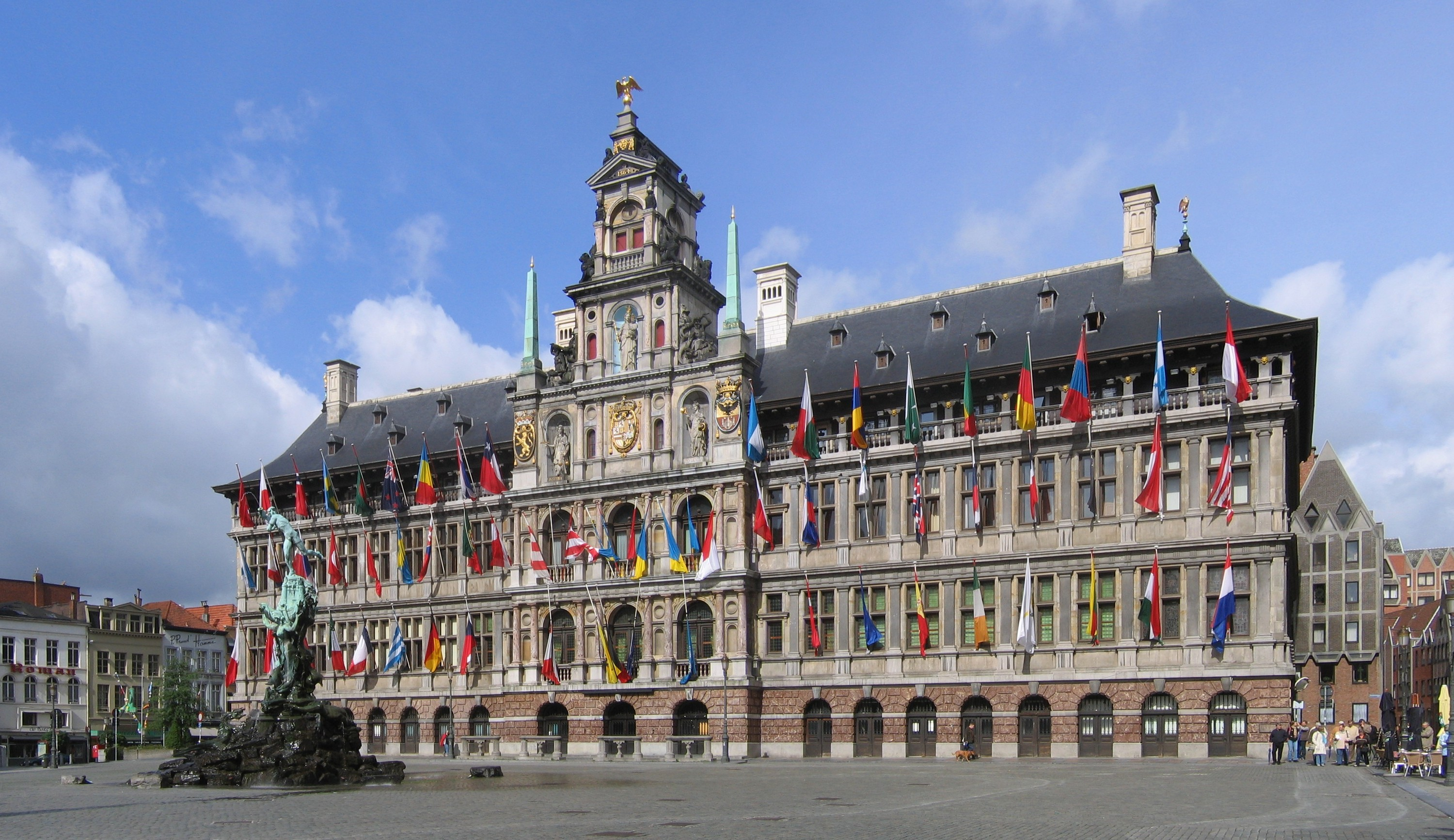
Prefeitura de Antuérpia

Na Bélgica uma das obras mais significativas encontra-se na Câmara Municipal de Antuérpia, que Cornelis Floris de Vriendt construiu entre 1561 e 1566. O palácio está localizado à beira de uma grande praça com vista para edifícios tardo-góticos com detalhes renascentistas e barroco; apesar da presença de um avancorpo central de uso nórdico, o edifício deriva de Bramante e Serlio.
A fachada, perfurada por grandes vãos, está disposta em quatro ordens delimitadas por cornija marcapiano; a parte dianteira, com arcos redondos, é decorada com colunas e nichos emparelhados.
Este modelo foi importado para várias regiões europeias, começando pela Holanda e Alemanha. Por exemplo, entre 1615 e 1620, Elias Holl construiu a Câmara Municipal de Augusta, com a parte anterior central fechada por um tímpano moldado; nas laterais da superfície da cobertura erguem-se duas torres de planta quadrada, sobre as quais se inserem dois volumes poligonais com cúpulas bulbosas.
Por sua vez, na arquitetura religiosa alemã, uma das primeiras igrejas ligadas à contra-reforma foi a Michaelskirche de Munique, construída a partir de 1585 no modelo da igreja do Gesù de Roma. Caracterizada por uma fachada maneirista, o interior surpreende pela grande abóbada de berço que cobre a nave central; como na basílica romana, também aqui as capelas laterais se projetam diretamente ao longo da nave através de uma série de arcos, mas os ambientes resultantes, comparados ao modelo de Vignola, apresentam maior integração com a nave central.
As influências maneiristas chegaram a Portugal em meados do século XVI. Nossa Senhora das Graças, em Évora já apresenta formas mais severas. É nela que se emprega pela primeira vez o sistema arquitetural clássico com plena consciência nas obras régias, e isto ao mesmo tempo que, na composição geral, se patenteiam já algumas avançadas soluções que se diriam anunciar uma plástica proto-maneirista. A ideia de alçar uma dependência fenestrada sobre um pórtico, e sobretudo a de coroar a fachada com um frontão duplo, têm inclusive sido consideradas como antecipações de certas novidades formais que só em fins do século seriam divulgadas nos prelos pelo genial Andrea Palladio.. Vale a pena mencionar Diogo de Torralva, influenciado por Serlio e Palladio no seu Claustro de São Filipe de Tomar. A influência de Vignola pode ser percebida na igreja de São Vicente de Fora, do final do século, obra de Filipe Terzi.

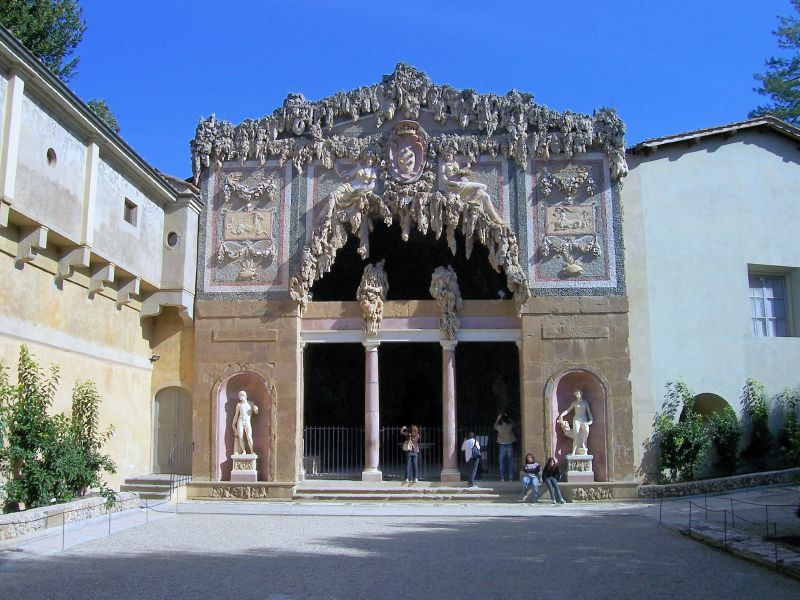
Bernardo Buontalenti, Grande Gruta, Florença
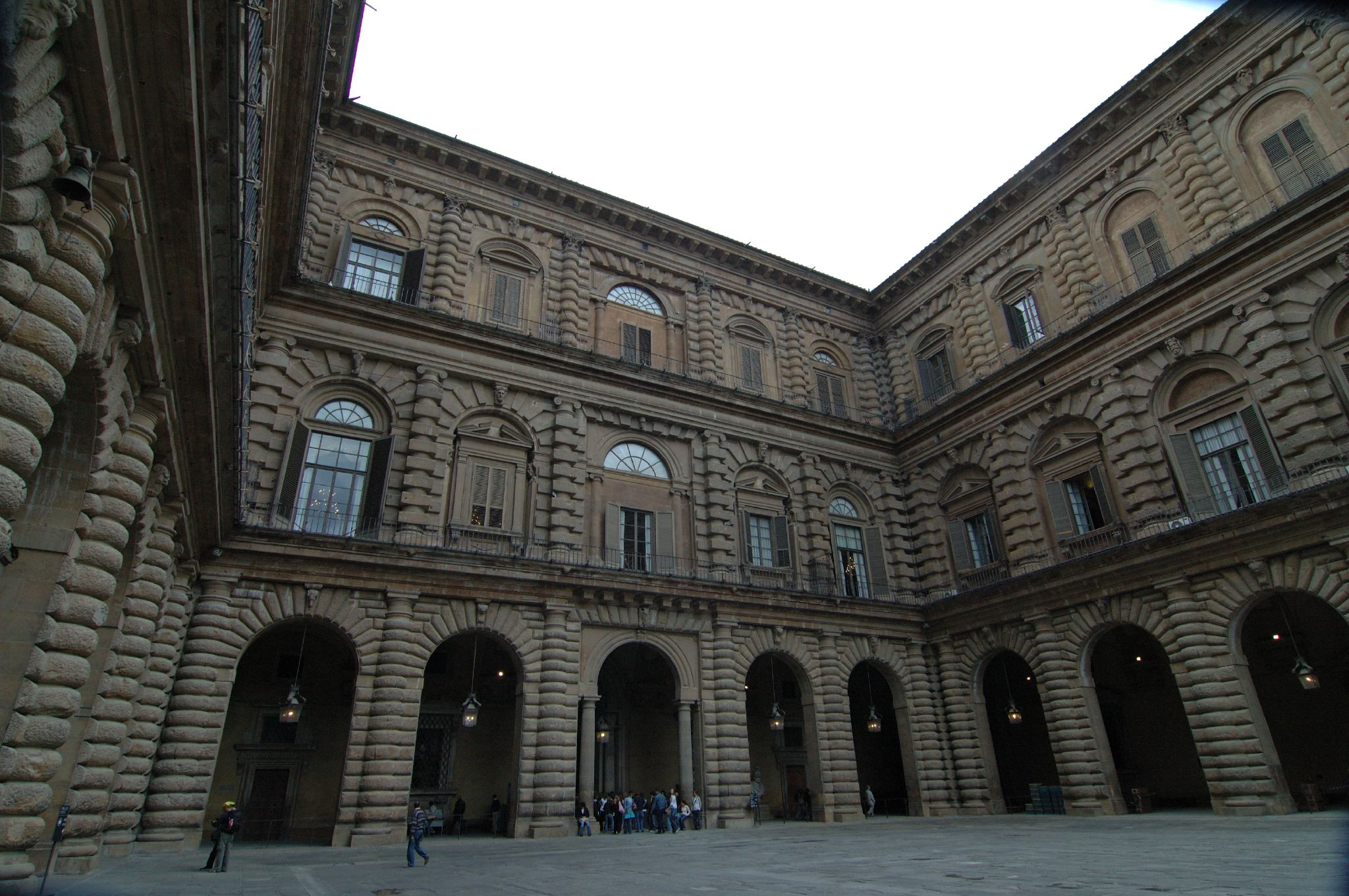
Ammannati, corte do Palazzo Pitti, Florença
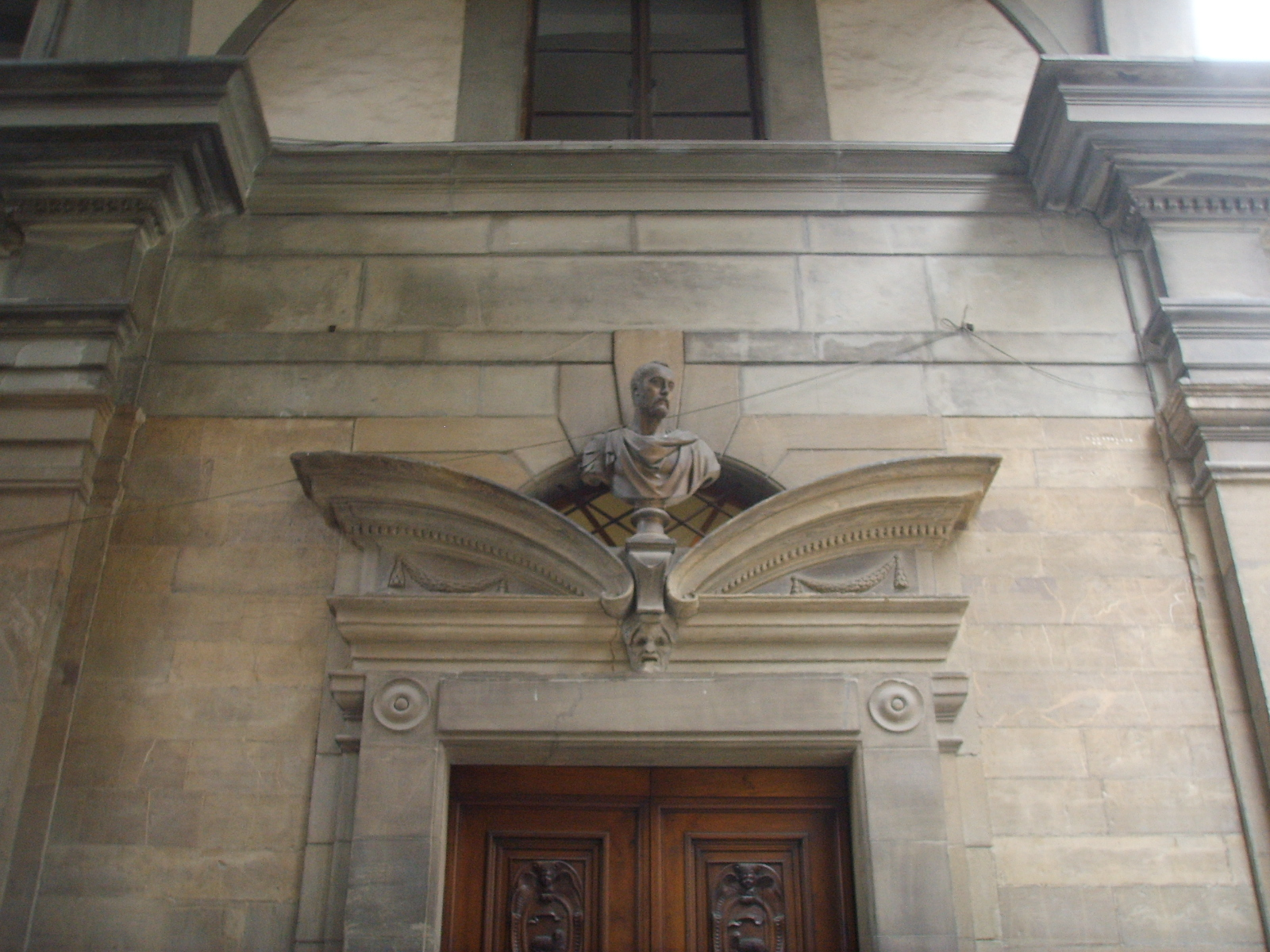
Buontalenti, tímpano partido na Uffizi, Florença
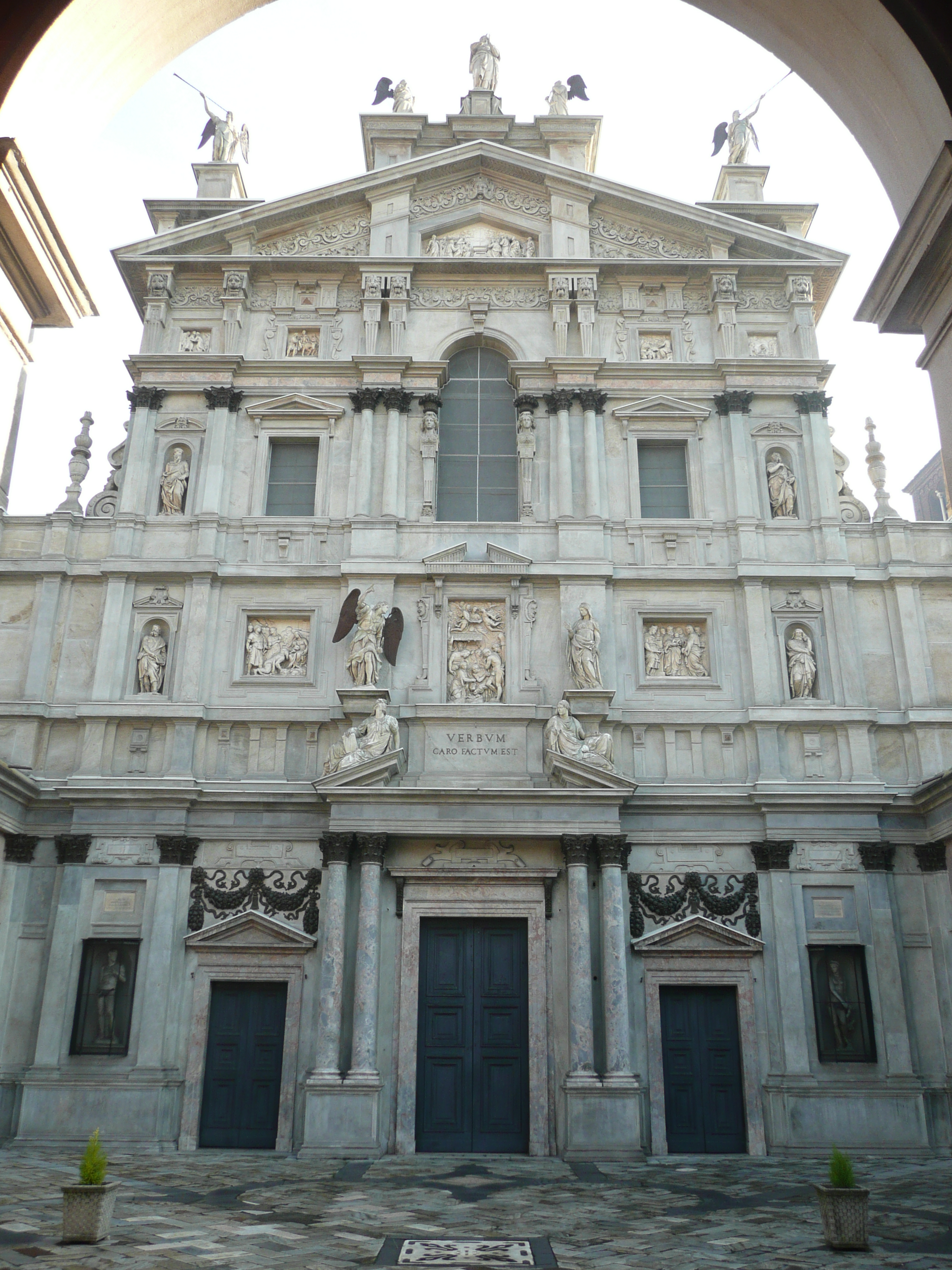
Fachada da Santa Maria presso San Celso, Milão
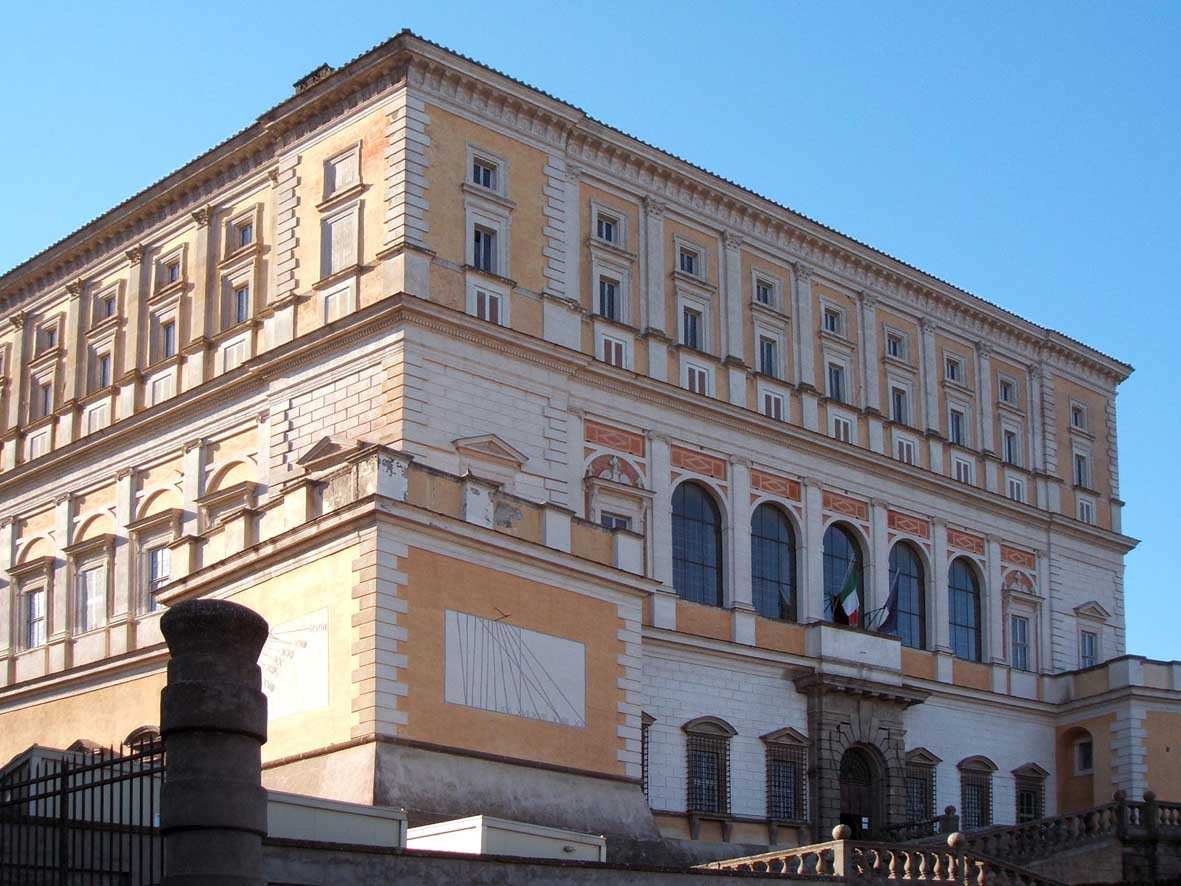
A Vignola, Palácio Farnese, Caprarola
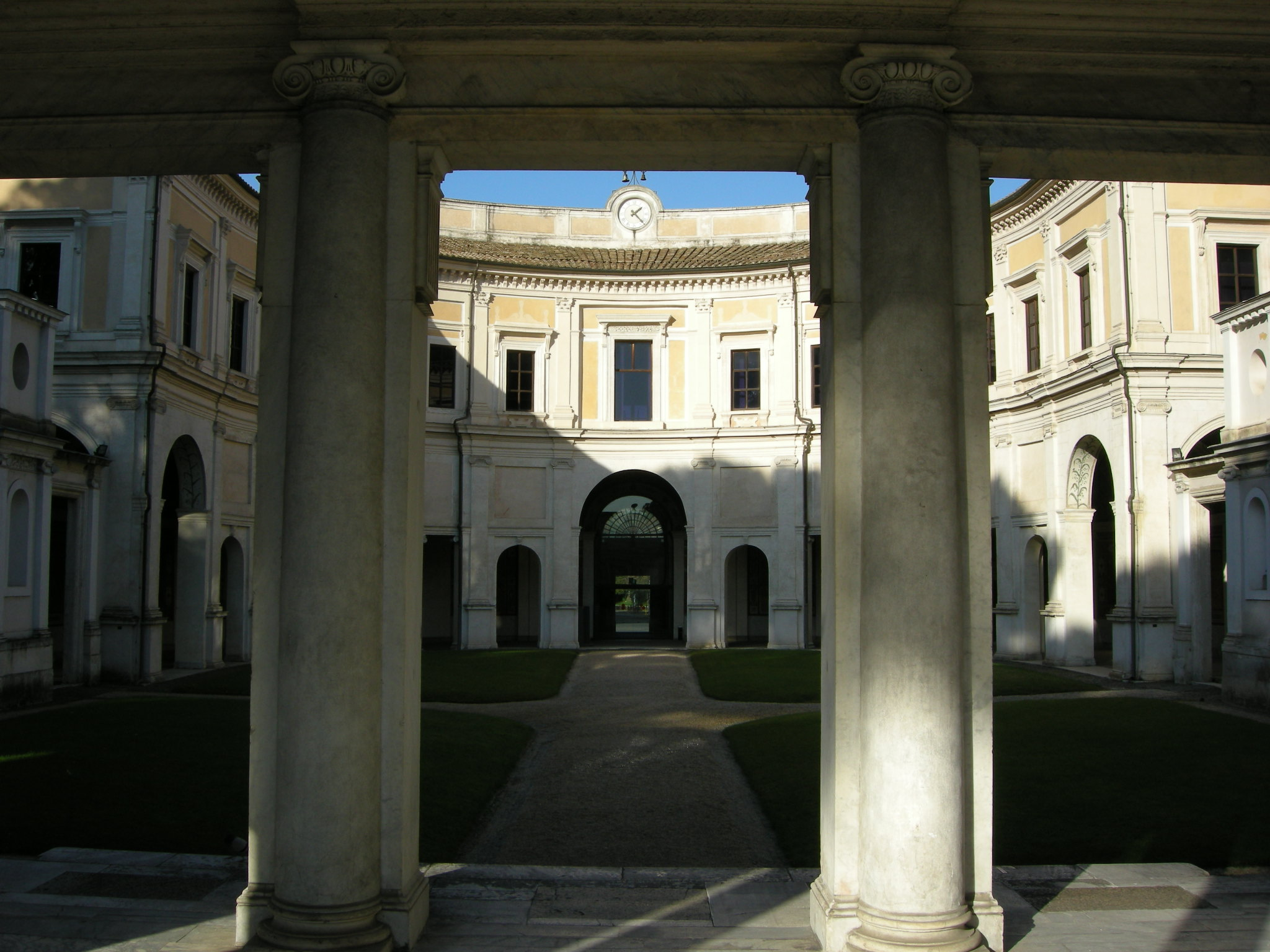
Pátio interior da Villa Giulia, Roma
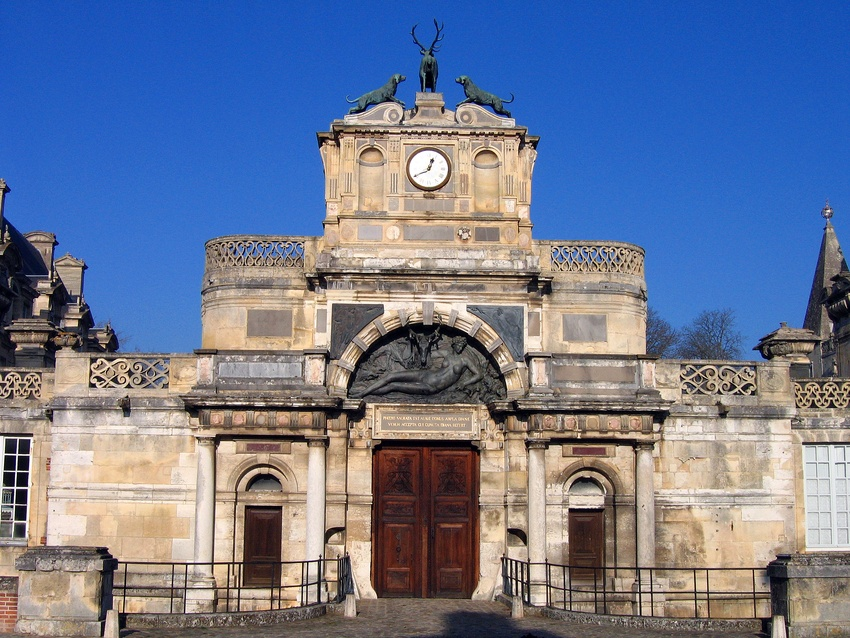
Philibert Delorme, Castelo de Anet
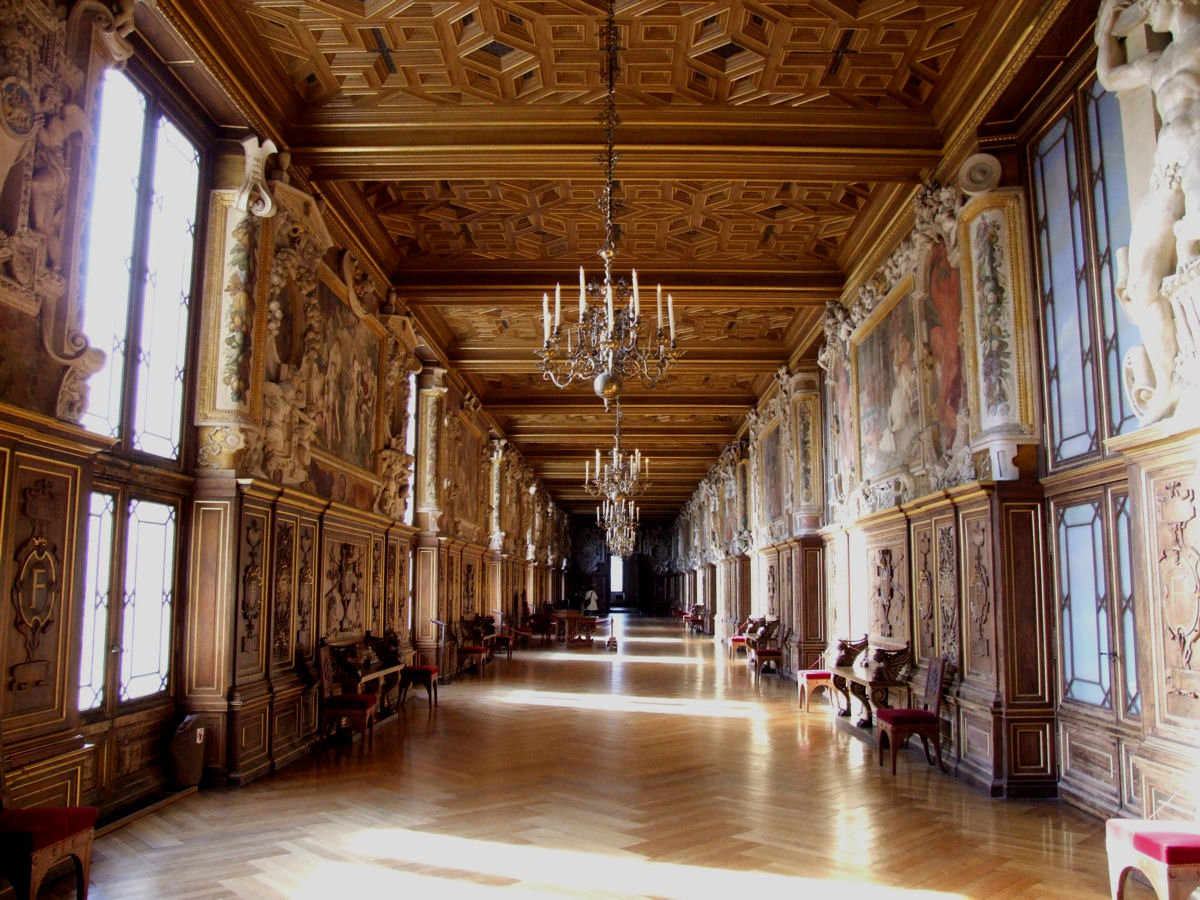
Galeria de Francisco I, Castelo de Fontainebleau
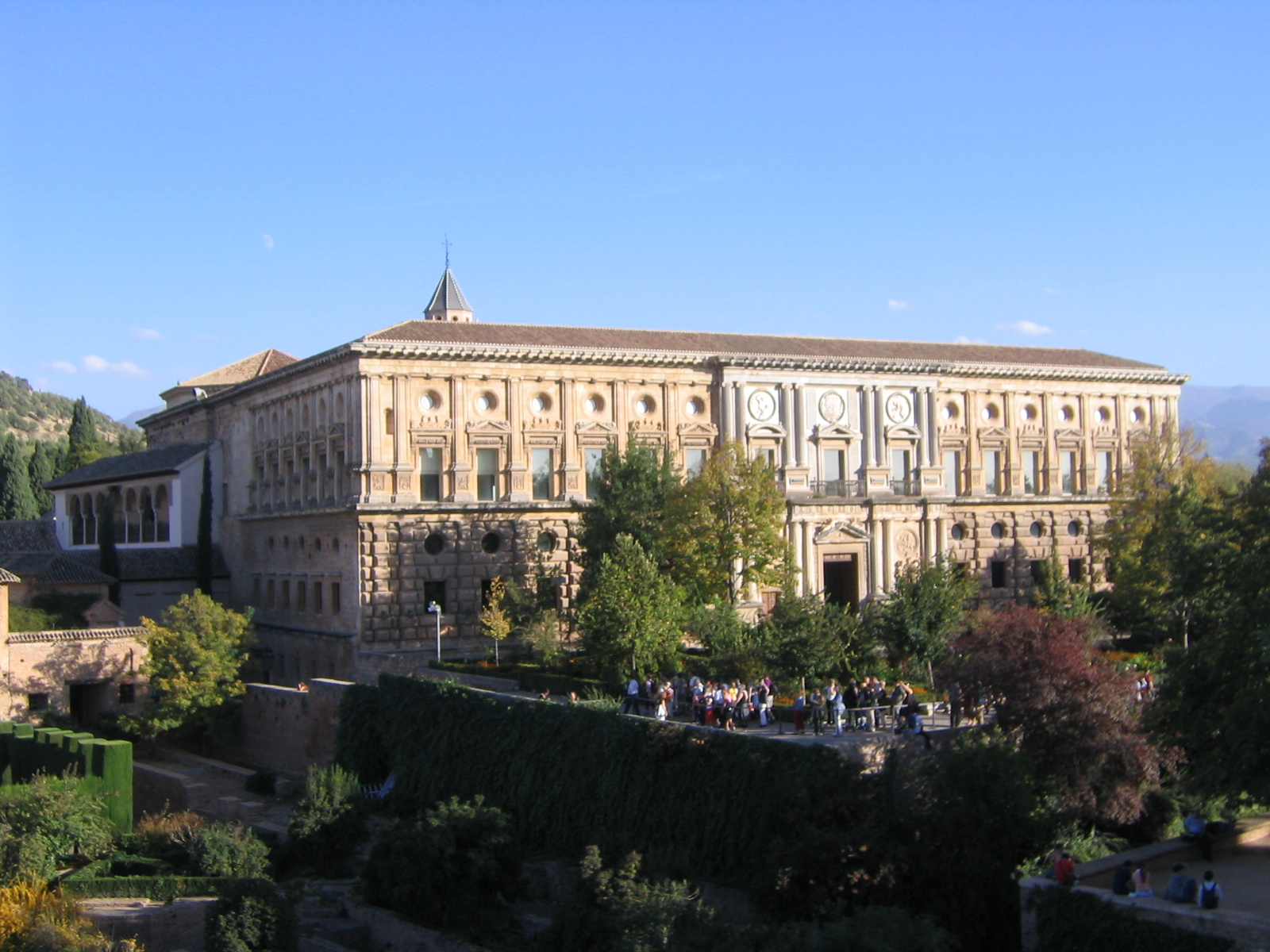
Palácio de Carlos V, Granada
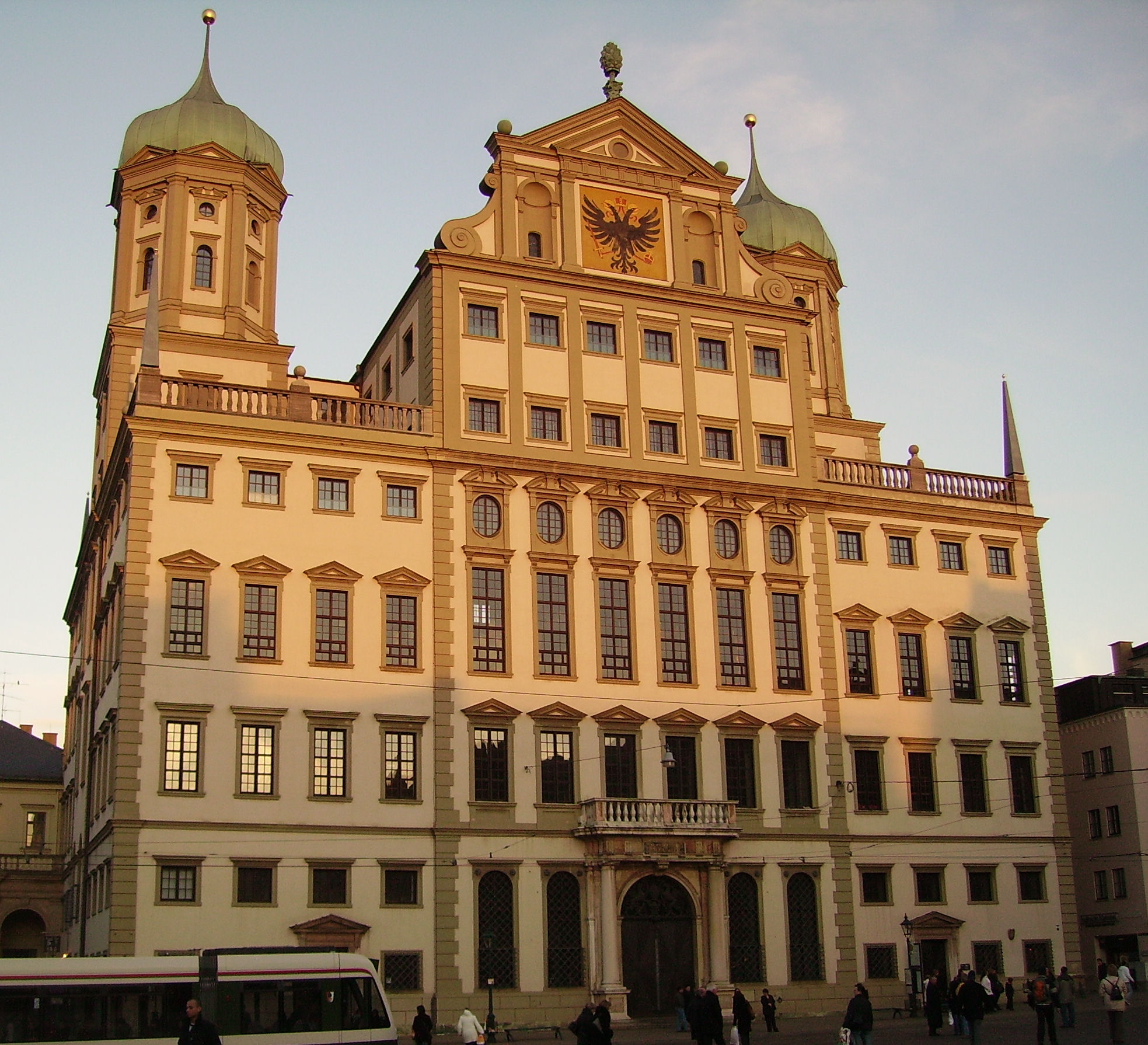
Elias Holl, Câmara Municipal, Augsburgo
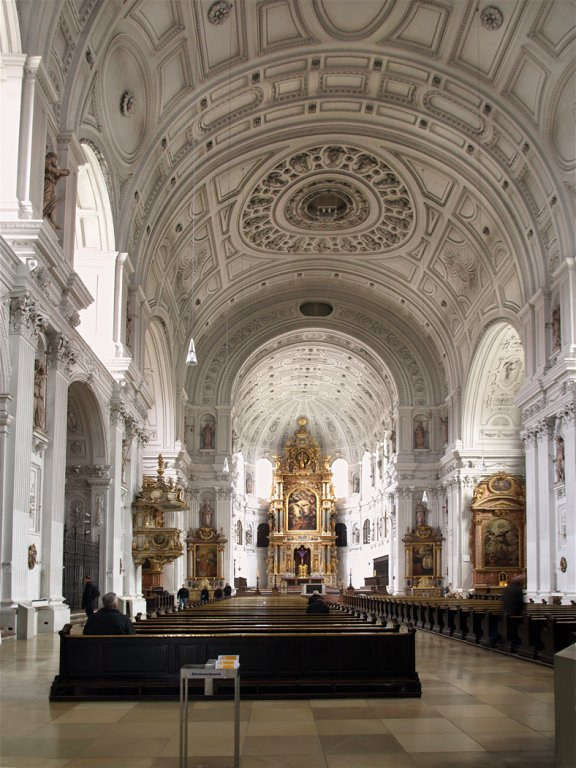
Michaelskirche, Munique
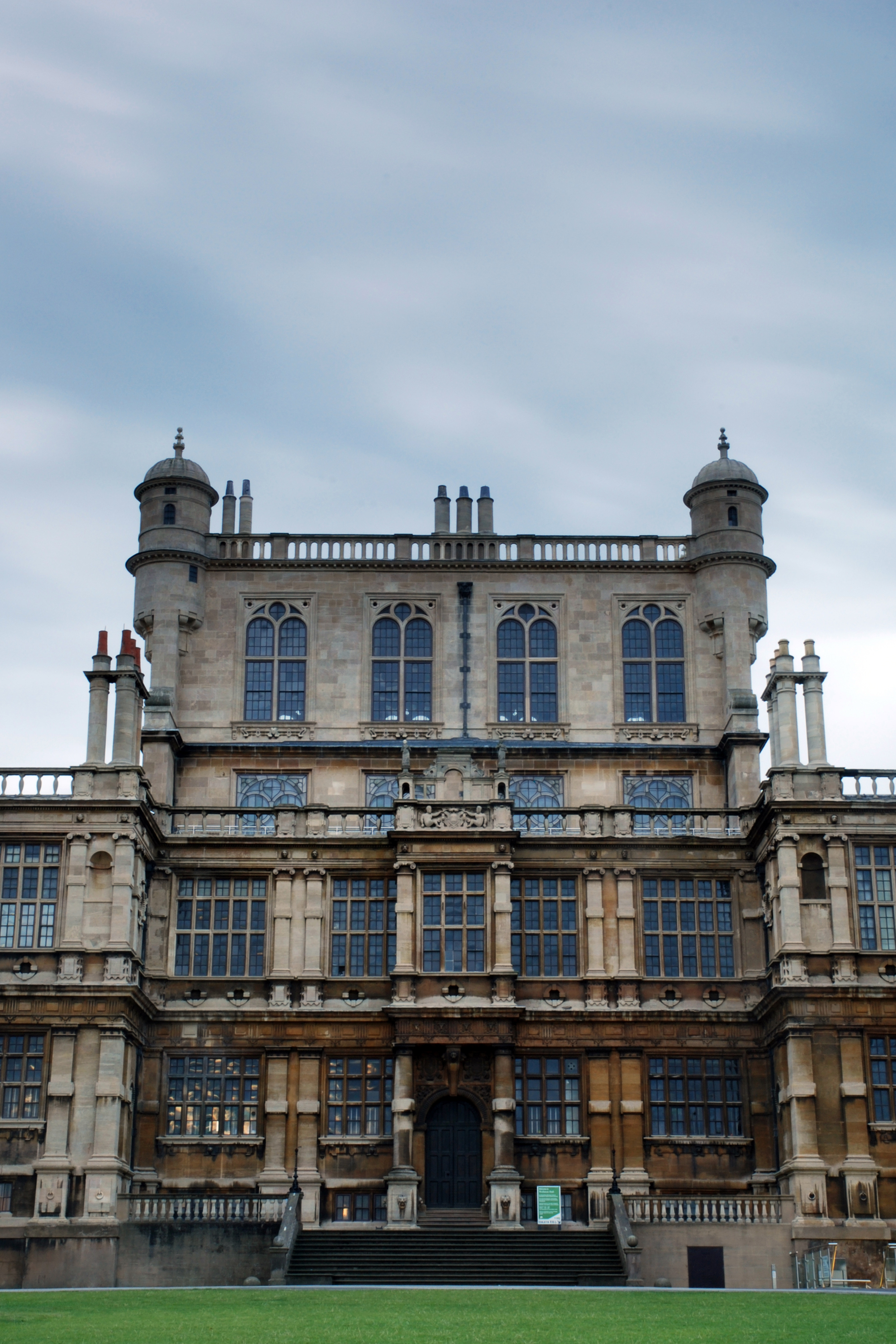
Salão de Wollaton, Nottinghamshire
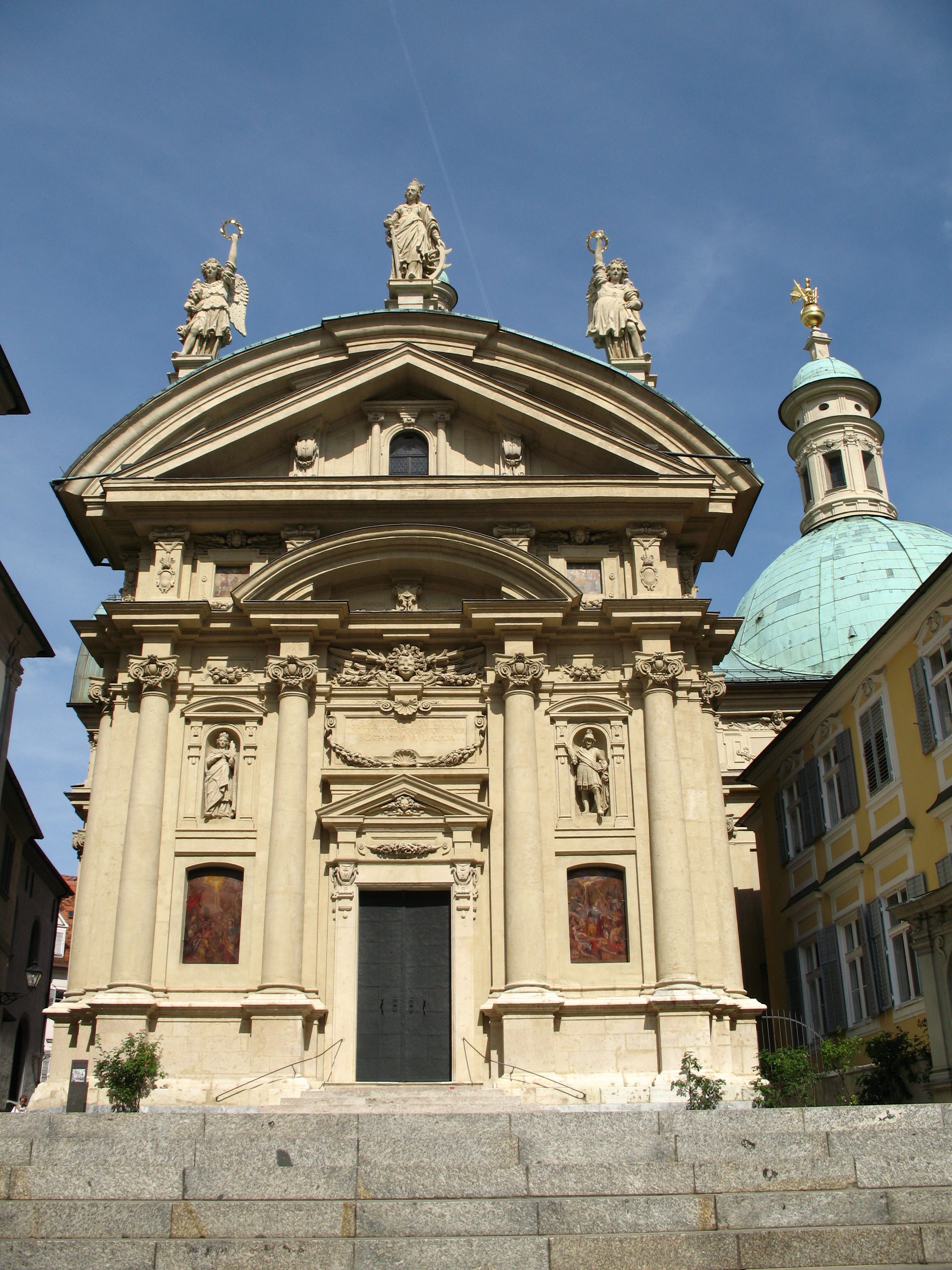
Mausoléu de Fernando II em Graz por Giovanni Pietro de Pomis